# Trận Leningrad
Cuộc bao vây Leningrad là cuộc phong tỏa quân sự của quân đội Đức Quốc xã đối với thành phố Leningrad (hiện nay là Sankt-Peterburg), đồng thời là cuộc phòng thủ dài ngày nhất trong Chiến tranh thế giới thứ hai của Quân đội Liên Xô. Đây là một trong các trận đánh có tỉ lệ tử vong cao trong lịch sử thế giới và là trận đánh có số dân thường thiệt mạng cao nhất trong toàn bộ Chiến tranh Xô-Đức. Từ khi bị quân đội Đức Quốc xã bao vây cho đến khi được quân đội Liên Xô giải phóng, cuộc phong tỏa Leningrad kéo dài 871 ngày; bắt đầu từ tháng 9 năm 1941 và kết thúc vào ngày 27 tháng 1 năm 1944. Trận Leningrad là một trong các biểu tượng lớn nhất của cuộc đọ sức cả về quân sự cũng như về sức chịu đựng của con người giữa chế độ Xô Viết và chế độ Quốc xã. Như dự kiến của Kế hoạch Barbarossa thì Leningrad là một mục tiêu chiến lược mà nếu chiếm được nó, nước Đức Quốc xã sẽ làm giảm sút đáng kể khả năng phòng thủ của Liên Xô, mở đường tiến tới Arkhangelsk. Việc chiếm Leningrad không chỉ là chiếm đóng một thành phố bình thường mà còn là việc chiếm đóng nơi đã nổ ra cuộc Cách mạng tháng 10 Nga, một biểu tượng chính trị quan trọng của Liên Xô. Đồng thời, chiếm Leningrad cũng là chiếm được một căn cứ hải quân quan trọng để phục vụ cuộc đối đầu trên biển giữa hải quân Đức Quốc xã và Hải quân Anh trên biển Baltic.

## Bối cảnh mặt trận
Theo kế hoạch Barbarossa, mặt trận Tây Bắc Liên Xô bao gồm lãnh thổ của ba nước cộng hòa vùng Đông Baltic: Litva, Latvia và Estonia, vùng Tây Bắc nước Nga từ eo đất Karelia đến tuyến Tikhvin - Novgorod với thành phố Leningrad là mục tiêu cực kỳ quan trọng. Không gian chiến dịch còn bao gồm cả vùng phía Đông biển Baltic, phía nam vịnh Bosni và Vịnh Phần Lan. Trên đất liền, chiến sự còn diễn ra tại eo đất Karelia, nơi đã từng là mặt trận chính của cuộc chiến tranh Liên Xô - Phần Lan từ mùa đông đến mùa hè năm 1940. Khác với các vùng trung tâm và phía Nam Liên Xô, đây là vùng đất nằm sát vòng Bắc cực, có khí hậu giá lạnh, mùa hè ngắn ngủi với những đêm trắng. Các hoạt động quân sự tại đây đòi hỏi phải có những trang thiết bị phù hợp cho con người và phương tiện.
Với địa hình vùng đồng bằng ven biển Baltic tương đối bằng phẳng. Các con sông Neman, Tây Dvina, Velikaiya, Luga chủ yếu chảy theo hướng Đông Nam - Tây Bắc không phải là các con sông lớn. Do đó, đây là vùng đất có thể phát huy được ưu thế của xe tăng, pháo binh và không quân. Ngoài ra, vùng địa bàn ven biển tuy gần vòng Bắc cực nhưng biển Baltic không đóng băng nên đây cũng là nơi dễ dàng sử dụng hải quân để phối hợp với lực lượng trên bộ.
Tham gia chiến dịch tấn công Leningrad còn có quân đội Phần Lan do tướng Carl Gustaf Emil Mannerheim chỉ huy. Tuy nhiên, mục tiêu của Phần Lan chỉ là để giành lại eo đất Karelia đã phải cắt nhượng cho Liên Xô sau cuộc chiến tranh Liên Xô-Phần Lan năm 1940 nên sự phối hợp giữa quân đội Đức và quân đội Phần Lan là hạn chế do mục đích không gặp nhau. Ngoài ra, còn có hơn 3.000 quân Tây Ban Nha của chế độ độc tài Franco do viên tướng Agustín Muñoz Grandes chỉ huy. Nhưng trên mặt trận Xô-Đức khổng lồ với tổng quân số hai bên hàng chục triệu người thì đội quân của Tây Ban Nha mang tính chất tượng trưng hơn là có hiệu lực chiến đấu trên thực tế.

## Binh lực và ý đồ tác chiến của hai bên

### Quân đội Đức Quốc xã và đồng minh Phần Lan

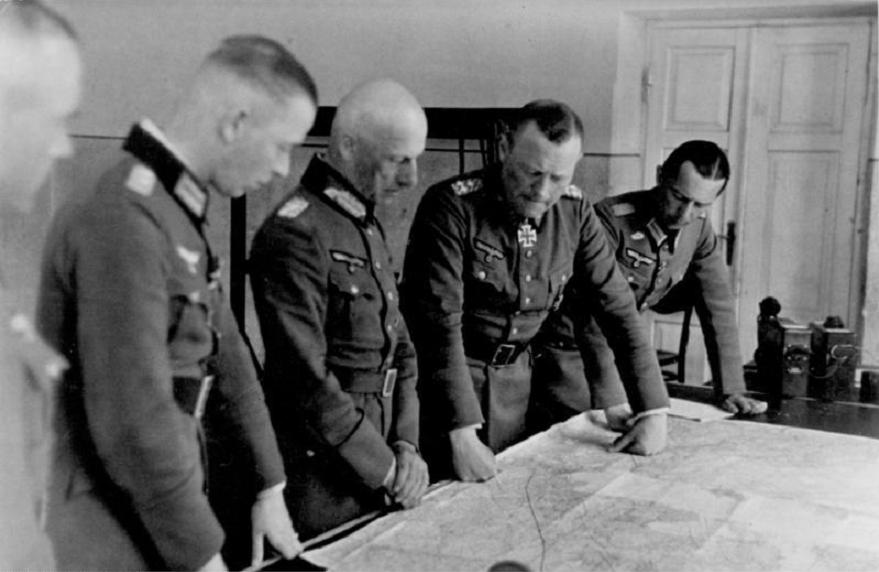
Thống chế Wilhelm von Leeb (tư lệnh Cụm tập đoàn quân Bắc), tướng Erich Hoepner, tướng Beaulieu-Marconnay và tướng Angern xem xét kế hoạch tấn công

#### Quân đội Đức Quốc xã
Cụm tập đoàn quân Bắc của Quân đội Đức Quốc xã tại mặt trận Xô-Đức được giao nhiệm vụ tấn công về hướng Leningrad và vùng Tây Bắc Liên Xô có tổng quân số trên một triệu người với 20 sư đoàn bộ binh Đức, 4 sư đoàn xe tăng Đức, 2 sư đoàn cơ giới Đức, 7 sư đoàn quân Phần Lan và một sư đoàn Tây Ban Nha của Franco (Sư đoàn Xanh). Số quân này được biên chế như sau:
- Tập đoàn quân xe tăng 4 gồm quân đoàn xe tăng 38, 46, 47 và quân đoàn cơ giới 41 do tướng Erich Hoepner chỉ huy.
- Tập đoàn quân dã chiến 16 gồm các quân đoàn bộ binh 1, 2, 10, 28 và quân đoàn 50 thuộc tập đoàn quân 9 do tướng Ernst Busch chỉ huy.
- Tập đoàn quân dã chiến 18 gồm quân đoàn bộ binh 26 và quân đoàn cơ giới 42 do tướng Georg von Küchler chỉ huy.
- Quân đoàn xe tăng 56.
- Tập đoàn quân không quân 1.

#### Quân đội Phần Lan
- Quân đoàn bộ binh 1 (2 sư đoàn bộ binh).
- Quân đoàn bộ binh 2 (2 sư đoàn bộ binh).
- Quân đoàn bộ binh 4 (3 sư đoàn bộ binh).

Do địa bàn vùng Pribaltic tương đối quen thuộc với người Đức nên Thống chế Wilhelm Ritter von Leeb, tư lệnh Cụm tập đoàn quân Bắc có thể đưa ra những giải pháp quân sự mà nước Đức Quốc xã đã áp dụng năm 1940 tại các nước Hà Lan, Bỉ, Luxemburg và Pháp. Đó là việc sử dụng những mũi đột kích mạnh của ba quân đoàn xe tăng để chia cắt và đẩy lùi ba tập đoàn quân Liên Xô phòng ngự tại vùng biên giới. Sau đó, khép chặt sườn phải với Cụm tập đoàn quân Trung tâm hợp vây các tập đoàn quân phía sau của Liên Xô trên vùng cửa ngõ phía Nam Leningrad, cắt đứt các tuyến giao thông từ Moskva đi Leningrad, hội quân với quân Phần Lan tại vùng hồ Ladoga, cô lập Leningrad trên bộ. Tại hướng ven biển, sử dụng quân đoàn cơ giới 57 phối hợp với tập đoàn quân 18 dồn quân đội Liên Xô ra biển ở hướng Riga - Tallinn, bao vây và tiêu diệt các binh đoàn này. Hướng phát triển tấn công của Cụm quân được hoạch định đến Arkhangelsk.

### Quân đội Liên Xô
Sát trước chiến tranh, tại vùng Leningrad, Bộ Tổng tư lệnh quân đội Liên Xô bố trí tại đây Quân khu Leningrad chỉ với 21 sư đoàn được biên chế trong các tập đoàn quân 7, 23, 42 và 54. Ngoài ra còn có tập đoàn quân 14 phòng thủ khu vực Murmansk trong vòng Bắc Cực. Tại các nước cộng hòa Litva, Latvia và Estonia, Quân khu Pribaltic có trong biên chế 25 sư đoàn bộ binh, 4 sư đoàn xe tăng, 2 sư đoàn cơ giới, được biên chế trong các tập đoàn quân 8, 11 và 27; các quân đoàn cơ giới 7 và 10.
Chỉ 10 ngày sau khi nước Đức Quốc xã tấn công Liên Xô, Phương diện quân Pribaltic đã để mất toàn bộ phần đất tại các nước cộng hòa ven biển Baltic; bị tổn thất 2/3 tập đoàn quân, bị mất phần lớn xe tăng, xe thiết giáp của các quân đoàn cơ giới và phải lui sâu vào nội địa đến tuyến Tikhvin, Staraya - Russa và chuyển thành Phương diện quân Volkhov. Quân khu Leningrad phải chuyển nhiệm vụ chiến lược và chủ lực của mình từ hướng Bắc (để đối phó với Phần Lan), sang hướng Đông, Nam và Tây Nam (để đối phó với quân Đức). Khi Leningrad bị bao vây và phải tách một phần binh lực cho Phương diện quân Karelia, biên chế của nó chỉ còn các tập đoàn quân 23, 42 và 54 cùng một quân đoàn cơ giới với vẻn vẹn một sư đoàn xe tăng 46. Tập đoàn quân 27 do bị tách rời khỏi chủ lực Phương diện quân nên được chuyển giao cho Phương diện quân Volkhov.
Ý đồ phòng thủ ban đầu của Phương diện quân Leningrad là dựa vào tuyến sông Luga để lập một tuyến phòng ngự dài 250 km từ vịnh Phần Lan đến hồ Inmen. Phía sau tuyến này là các khu phòng thủ kiên cố tại tuyến Oranienbaum, Petrovkoye, Ropsha, Krasnoye Selo, Krasnovardeisk (Gatchina), Tosno. Phương thức phòng thủ theo tuyến ban đầu đã không ngăn được sức tấn công của tập đoàn quân 18 và tập đoàn quân xe tăng 4 của Đức. Đến tháng 9 và tháng 10 năm 1941, Bộ Tư lệnh Phương diện quân phải từ bỏ phương thức này và tập trung binh lực giữ các con đường chính đi vào Leningrad từ các hướng Tây, Tây Nam và Nam.

## Leningrad trở thành thành phố - mặt trận

### Chiến sự vùng Pribaltic và khu vực Leningrad cuối năm 1941

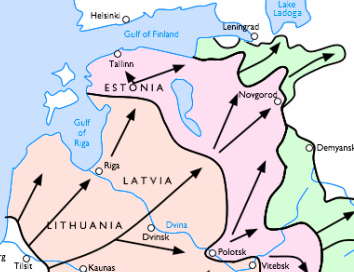
Tuyến mặt trận Xô-Đức tại vùng Pribaltic và khu vực Tây Bắc Liên Xô từ ngày 9 tháng 7 qua ngày 1 tháng 9 đến ngày 6 tháng 12

Đến ngày thứ ba của cuộc Chiến tranh Xô-Đức, Cụm tập đoàn quân Bắc (Đức) do Thống chế Wilhelm von Leeb chỉ huy đã đẩy lùi các tập đoàn quân 8, 11 và quân đoàn cơ giới 3 của Phương diện quân Pribaltic vào sâu nội địa Liên Xô có nơi từ 80 đến 100 km. Ngày 24 tháng 6, Đại bản doanh Bộ Tổng tư lệnh tối cao (Stavka) của Liên Xô điều động quân đoàn cơ giới 21 do Thiếu tướng D.D. Lelyushenko chỉ huy từ Quân khu Moskva kéo ra phản kích vào tập đoàn quân xe tăng 4 đang tiến công vào hai bên sườn tập đoàn quân 27 do Thiếu tướng N.E. Berzarin chỉ huy tại khu vực Daugavpils. Tuy nhiên, tướng Erich Höpner đã đi trước một bước. Quân đoàn cơ giới 56 do tướng Erich von Manstein chỉ huy thuộc tập đoàn quân này đã chiếm các bến vượt quan trọng trên sông Tây Dvina và đánh chiếm Daugavpils. Quân đoàn cơ giới 21 chỉ chặn được tập đoàn quân xe tăng Đức đến ngày 2 tháng 7. Ngày 11 tháng 7, tập đoàn quân xe tăng 4 của tướng Erich Höpner chỉ huy tiếp tục đẩy lùi các cuộc phản kích quân đội Liên Xô và tiến đến vùng Đông Nam Leningrad. Tại cánh Nam của mặt trận, tập đoàn quân 16 (Đức) đã đánh chiếm thành phố Pskov. Tại cánh Bắc mặt trận, tập đoàn quân 18 (Đức) đã bao vây số quân còn lại của tập đoàn quân 8 (Liên Xô) và Bộ tư lệnh tiền phương Phương diện quân Tây Bắc tại Tallinn. Đến ngày 11 tháng 7, Cụm tập đoàn quân Bắc (Đức) đã chiếm được Litva, Latvia, Estonia (trừ khu vực xung quanh Tallinn), một phần lãnh thổ Nga. Leningrad bắt đầu bị uy hiếp với nguy cơ quân Đức vượt sông Luga trên địa đoạn phòng ngự mỏng nhất của quân đội Liên Xô. Cũng như ở Kiev, ngay trong những ngày mùa hè năm 1941, người dân Leningrad cũng tự coi như mình đã được động viên.
Ngày 27 tháng 6 năm 1941, Cùng với việc động viên 96.000 tân binh, Hội đồng thành phố Leningrad quyết định huy động hơn nửa triệu người cho việc thiết lập các công sự phòng thủ quanh thành phố. Một trong các công sự kéo dài từ cửa sông Luga đến Chudovo, Gatchina, Urisk, Pulkovo và cuối cùng là sông Neva. Các công sự khác kéo dài từ Petergof đến Gatchina, Pulkovo, Kolpino và Koltushy. Trên thực tế, một hệ thống công sự phòng thủ khác chống lại quân Phần Lan đã được xây dựng trong suốt thập niên 1930 nhưng chủ yếu là ở phía Bắc. Hệ thống phòng thủ mới kéo dài từ phần ngoại ô phía bắc của thành phố, và đến thời điểm này được trưng dụng và xây mới thêm. Công sự phòng thủ sau khi hoàn thành bao gồm 190 km bằng gỗ, 630 km hàng rào thép, 700 km hào chống tăng, 5000 công sự bằng gỗ và bê tông, hơn 25.000 km hào đã được công nhân thành phố xây dựng. Các loại súng trang bị cho chiến hạm Rạng Đông (Aurora) được dời lên cụm điểm cao Pulkovskiye ở phía Nam của Leningrad.

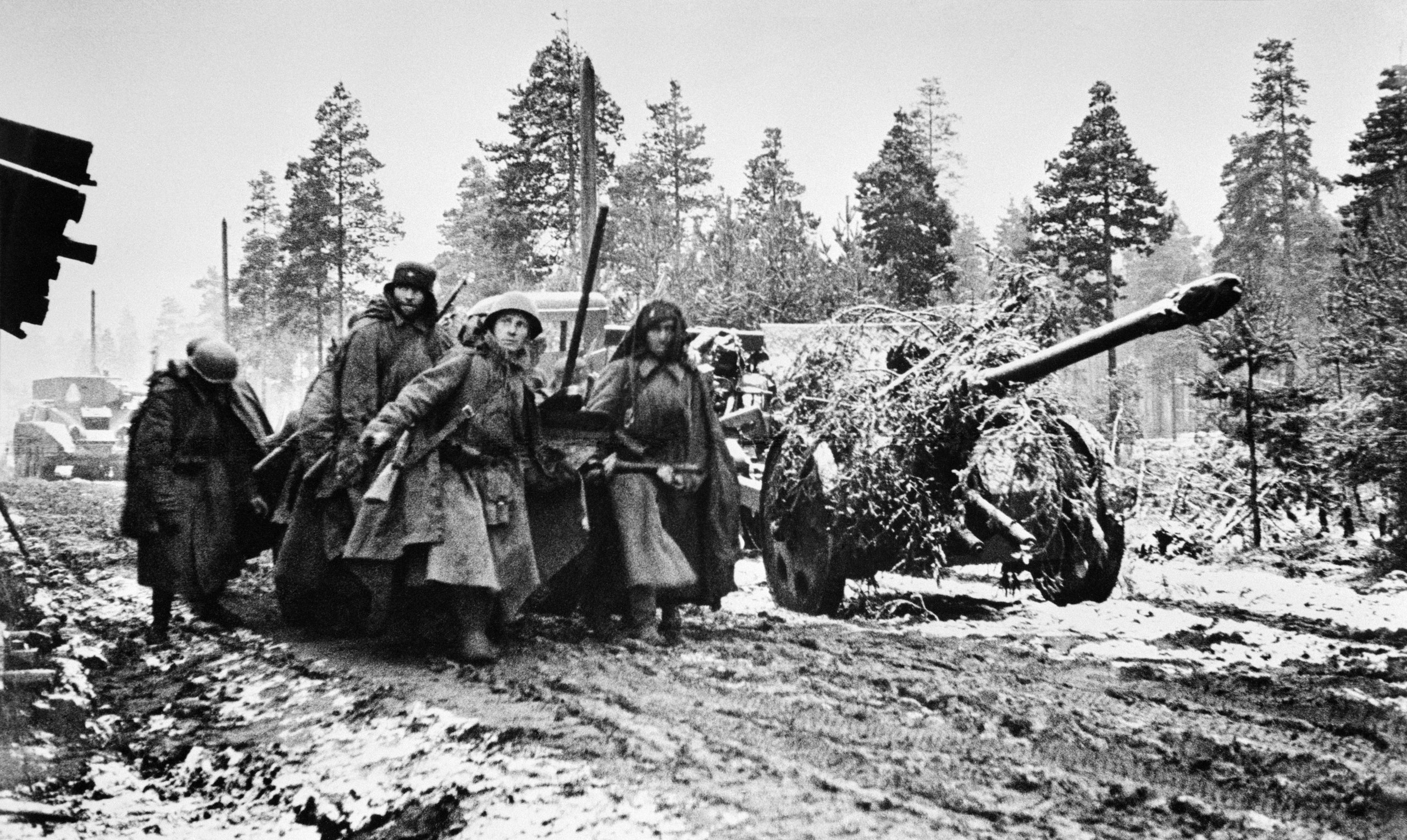
Quân đội Liên Xô cơ động pháo binh bảo vệ Leningrad ngày 1 tháng 11 năm 1941. (Ảnh của RIA NOVOSSTI)

Đầu tháng 7 năm 1941, quân Đức đã khóa chặt con đường đến thành phố Ostrov và Pskov. Ngày 11 tháng 7, Cụm tập đoàn quân Bắc tiếp tục tấn công. Cánh phải của tập đoàn quân xe tăng 4 của tướng Erich Höpner phối hợp với cánh trái của tập đoàn quân 16 tấn công và đánh chiếm thành phố Pskov. Mặc dù không quân Liên Xô đã ném bom vào các bến vượt tại sông Tây Dvina nhưng quân đội Đức Quốc xã vẫn chiếm được một số đầu cầu quan trọng. Ngày 12 tháng 7, quân Đức tiếp tục tiến đến Kunda và Kingishep. Tuy nhiên, những nỗ lực của quân Đức tấn công Leningrad bằng đường biển đều bị Hạm đội Baltic của Liên Xô chặn đứng trước tuyến thủy lôi chặn ngang vịnh Phần Lan từ phía Đông Helsinki đến khu Oranielburg. Ngày 20 tháng 7, Cụm tập đoàn quân Bắc lại một lần nữa phải tạm dừng cuộc tấn công để đối phó với cuộc phản công của tập đoàn quân 42 (Liên Xô) vào Narva. Đến cuối tháng 8 năm 1941, tập đoàn quân 16 cắt đứt con đường sắt Moskva - Leningrad tại tuyến Tosno, Lyuban, Chudovo và tiến đến phía Nam hồ Ilmen, đe doạ cô lập Leningrad từ phía Tây Nam và dự kiến hội quân với quân đội Phần Lan tại bờ Đông hồ Ladoga. Tuyến đường sắt cuối cùng đến Leningrad chấm dứt hoạt động đến ngày 30 tháng 8. Ngày 23 tháng 8, Bộ Tổng tư lệnh tối cao quân đội Liên Xô quyết định chia Phương diện quân Bắc thành Phương diện quân Leningrad và Phương diện quân Karelia.
Đến ngày 8 tháng 9, con đường cuối cùng liên lạc với thành phố bị cắt đứt khi quân Đức tiến tới hồ Ladoga ở Orekhovets (???) và Shlisselburg. Các trận pháo kích bắt đầu từ ngày 8 tháng 9 với sự tham gia của 178 khẩu pháo. Ngày 7 tháng 9, do phải điều tập đoàn quân xe tăng 4 về hướng Moskva, theo chỉ thị của Hitler, quân Đức đã chuyển từ tấn công sang bao vây cô lập thành phố và không chấp nhận bất cứ một sự đầu hàng nào. Ý đồ của quân đội Đức là: "Sau khi tính đến những nhu cầu của con người tại mặt trận Leningrad, nơi đối phương tập trung một khối lượng lớn người và phương tiện vật chất thì tình hình ở đây căng thẳng cho tới lúc mà người đồng minh của chúng ta là nạn đói sẽ đến". Bên cạnh việc cô lập thành phố, Bộ chỉ huy Cụm tập đoàn quân Bắc (Đức) còn vạch một kế hoạch phá hủy thành phố một cách có hệ thống bằng không quân oanh tạc và pháo tầm xa cỡ lớn.

### Phòng thủ mới và cuộc phong tỏa

#### Kế hoạch phòng thủ mới

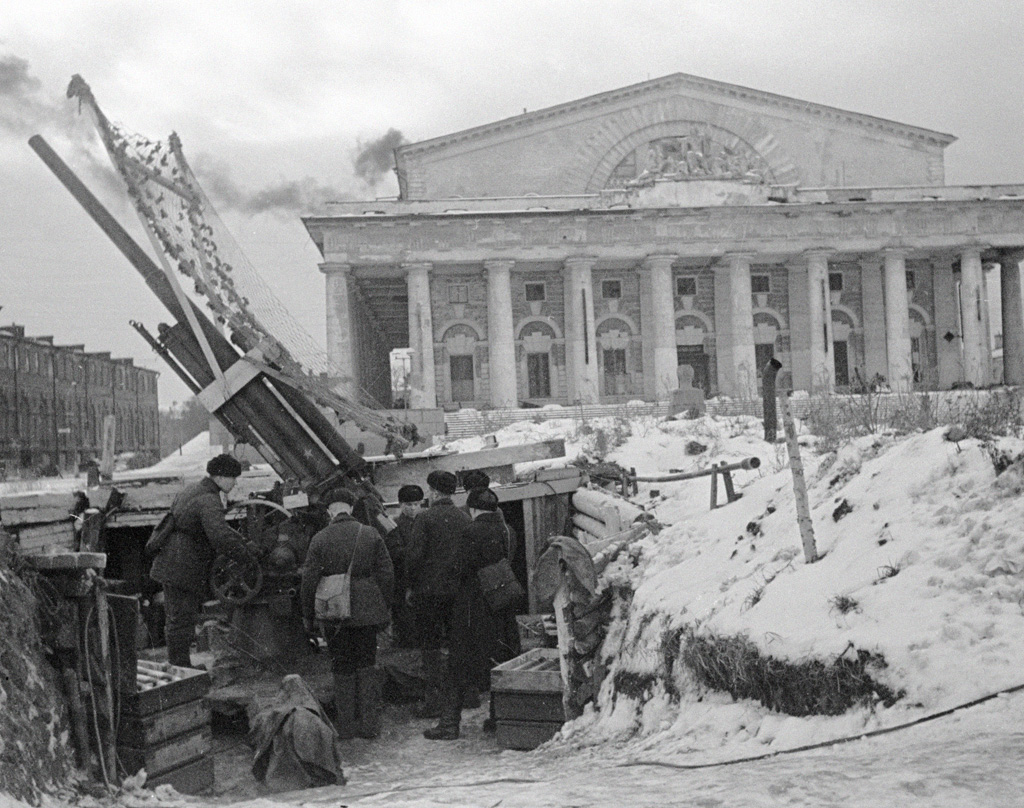
Một khẩu đội pháo phòng không trên đường phố Leningrad

Ngay sau khi đến Leningrad ngày 9 tháng 9 nhận chức vụ tư lệnh Phương diện quân thay cho Nguyên soái K.E. Voroshilov được điều động đi xây dựng các đơn vị dự bị chiến lược, Đại tướng G.K. Zhukov đã yêu cầu thực hiện ngay các biện pháp phòng thủ mới:
- Rút ra một bộ phận pháo phòng không làm pháo bắn thẳng để tăng cường vũ khí cho các tuyến chống tăng;
- Tập trung hỏa lực của tất cả các pháo hạm để yểm hộ cho tập đoàn quân 42 đang phòng ngự trên dãy cao điểm Urisk (Staro panovo) - Punkovsky (Pulkovo), hướng hiểm yếu nhất trên tuyến phòng thủ phía Tây Nam thành phố;
- Xây dựng hệ thống phòng ngự có chiều sâu gồm súng chống tăng, cao xạ, mìn chống tăng, các chướng ngại vật và hào chống tăng.
- Do quân Phần Lan chưa có hành động tấn công, điều chuyển một phần lực lượng của tập đoàn quân 23 tăng cường cho tập đoàn quân 42;
- Thành lập từ 5 đến 6 lữ đoàn bộ binh độc lập lấy từ lính hải quân của Hạm đội Baltic và học viên các trường quân sự. Động viên 9 sư đoàn dân quân với quân số khoảng 96.000 người.[17][20]

Ngày 10 tháng 9, tập đoàn quân 18 (Đức) được sự yểm hộ của máy bay ném bom và pháo binh hạng nặng tiếp tục công kích khu phòng ngự Urisk - Punkovsky. Việc Bộ Tư lệnh Phương diện quân điều động tập đoàn quân 23 tăng cường cho tập đoàn quân 42 đã kịp thời đẩy lùi các đợt công kích của quân Đức. Ngày 17 tháng 9, trước nguy cơ thành phố bị đánh chiếm, Bộ tư lệnh Phương diện quân Leningrad đã phải tung sư đoàn bộ binh 10 là lực lượng dự bị cuối cùng mà họ có trong tay vào cuộc phản kích. Hầu hết pháo cao xạ được rút ra khỏi nội thành và được điều đến các tuyến phòng thủ để chống lại bộ binh và xe tăng Đức. Tại địa đoạn Punkovsky, hơn 500 khẩu pháo các cỡ đã được đưa vào trận và chủ yếu sử dụng phương pháp bắn thẳng vào đội hình tấn công của quân Đức. Ngày 18 tháng 9, tập đoàn quân 54 (Liên Xô) tổ chức phản kích tại khu vực Kolpino - Puskin, buộc quân Đức phải ngừng cuộc tấn công vào khu phòng thủ Urisk - Punkovsky. Ngày 6 tháng 10 năm 1941, Thống chế Wilhelm von Leeb chuyển quân đoàn xe tăng 56 và chủ lực của Cụm tập đoàn quân Bắc về hướng Tikhvin và tiến công vào khu vực "cổ chai" Shlisselburg, phía Nam hồ Ladoga. Tập đoàn quân 54 bị tách khỏi chủ lực Phương diện quân. Mặc dù Tập đoàn quân 4 (tái lập) đã mở ngay các cuộc công kích vào sườn cánh quân chủ lực của tập đoàn quân 16 (Đức) để thủ tiêu nguy cơ bao vây Leningrad nhưng do không đủ binh lực và phương tiện nên đến ngày 18 tháng 10, tập đoàn quân 16 (Đức) đã chiếm Tikhvin, tiến đến cửa ngõ thành phố Volkhov, cắt đứt tuyến đường sắt chính từ Volkhov đi Leningrad. Chỉ có hành động kiên quyết của các tập đoàn quân 4 và độc lập 7 (Liên Xô) dưới sự chỉ huy của Đại tướng K.A. Meretskov mới chặn đứng được tập đoàn quân 16 (Đức) trên tuyến Mga, Volkhov, Tikhvin, Novgorod.

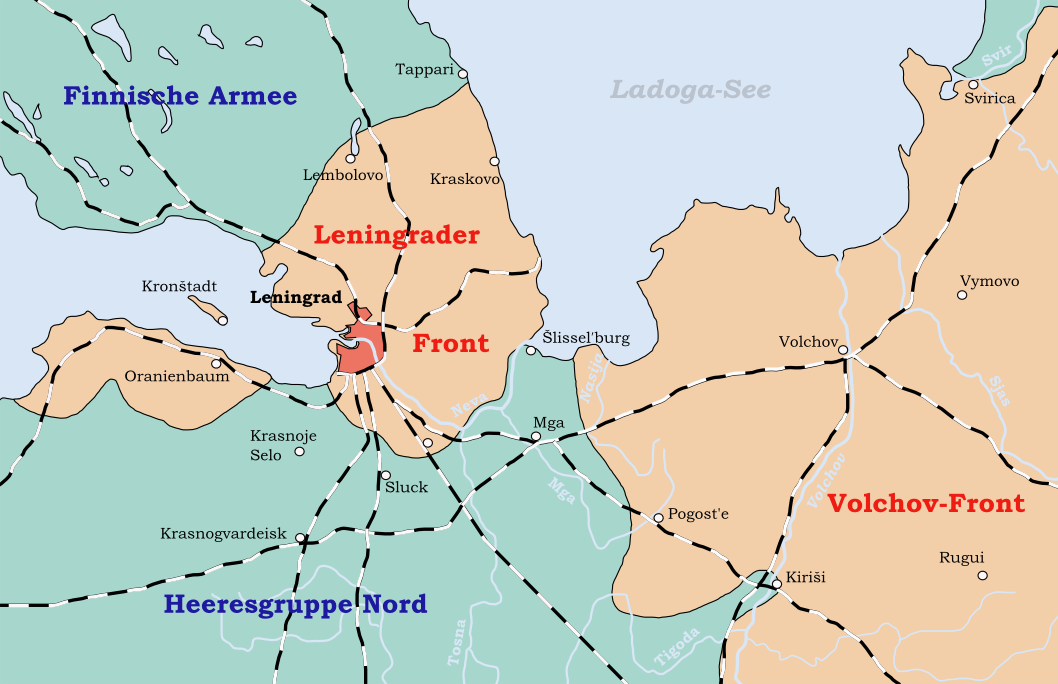
Leningrad trong vòng phong toả

Trong khi đó thì tập đoàn quân 54 dưới quyền chỉ huy của Nguyên soái G.I. Kulik (do bị tách rời nên chuyển thuộc Phương diện quân Volkhov) đã hoàn toàn thụ động ngồi chờ quân Đức mặc dù họ có thể tấn công vào sườn phải quân đoàn cơ giới 41 (Đức). Động thái này của chỉ huy tập đoàn quân 54 đã dẫn đến hậu quả tai hại cho Phương diện quân Leningrad. Không bị đe dọa từ bên sườn, quân đoàn cơ giới 41 (Đức) tấn công thẳng vào Shlisselburg và siết chặt "chiếc thòng lọng" bao vây Leningrad. Ngày 19 tháng 9, không quân Đức Quốc xã mở một cuộc không kích lớn trong suốt 18 giờ liền vào Leningrad. Có đến 275 máy bay Đức tiến hành 6 đợt ném bom rải thảm liên tục từ 1 giờ 05 phút sáng đến 19 giờ tối, mở đầu cho chiến dịch bao vây, phá hoại và bóp chết Leningrad trong nạn đói và rét.

#### "Tồn tại hay không tồn tại"
Bảo vệ các công trình của thành phố
Ngày 8 tháng 9 năm 1941, bằng đòn tấn công chia cắt đoạn tiếp giáp giữa tập đoàn quân xung kích 4 và tập đoàn quân 54 của Liên Xô tại phía Nam hồ Ladoga, tập đoàn quân 16 (Đức) đánh chiếm đầu mối đường sắt Mga và khu vực "cổ chai" Shlisselburg. Ở phía Bắc, quân đội Phần Lan vẫn giữ phòng tuyến từ Lembolovo, vòng qua phía Bắc hồ Ladoga đến sông Svir ở phía Đông. Cụm chiến dịch ven biển của quân đội Liên Xô tại "mỏm Oranielbaum" cũng phải lùi về tuyến Petergof, Ust (???), Rudina (???). Leningrad hoàn toàn bị cắt đứt liên lạc trên bộ với đất nước Liên Xô. Tuyến đường thủy qua hồ Ladoga thường xuyên bị máy bay và pháo binh Đức quốc xã uy hiếp. Ngày 2 tháng 9 năm 1941, Adolf Hitler ra chỉ thị cho Bộ tư lệnh hải quân Đức: "Cần phải tiến đến gần thành phố này và phá hủy nó bằng một dàn pháo binh của tất cả các cỡ đại bác và máy bay ném bom tầm xa". Do bị hạm đội Baltic ngăn chặn bằng tuyến thủy lôi trên vịnh Phần Lan, Hải quân Đức phải dùng đường sắt vận chuyển các loại pháo hạm, trong đó, nhiều khẩu có cỡ nòng từ 180 mm đến 420 mm đến vùng phụ cận Tây Nam và Nam Leningrad để bắn phá thành phố. Từ các trận địa pháo hạng nặng đặt tại Krasnoye Selo, Krasno Vardeisk, Sluck (???), quân đội Đức Quốc xã tiếp tục gia tăng các cuộc pháo kích vào Leningrad. Máy bay ném bom của Đức hầu như làm chủ không phận Leningrad. Trong thời gian vây hãm Leningrad, quân đội Đức Quốc xã đã sử dụng khoảng 150.000 quả đạn pháo, hơn 100.000 quả bom cháy, khoảng 4.600 quả bom mảnh để hủy hoại thành phố. Nhiều công trình quan trọng trong thành phố sập đổ. Người dân Leningrad đã dựng những lô cố (Блокада) để bảo vệ các công trình kiến trúc và nghệ thuật quan trọng của thành phố.
Vấn đề lương thực thực phẩm

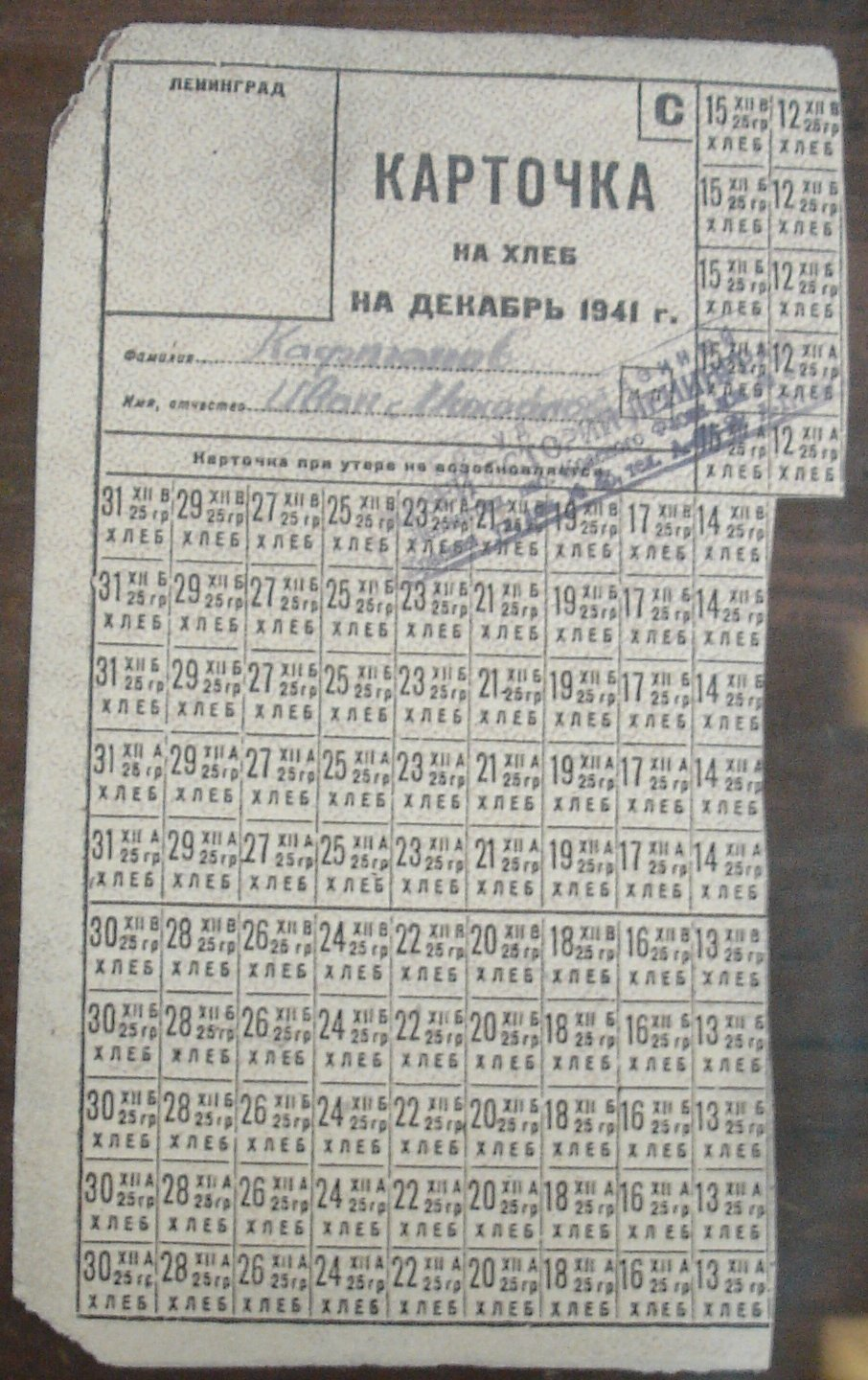
Tem phiếu cấp phát thực phẩm của thành phố Leningrad trong những ngày bị phong toả

Đến ngày 2 tháng 9, khẩu phần ăn của người dân Leningrad bắt đầu bị cắt giảm: một công nhân được cung cấp 600 g bánh mì một ngày, lao động bình thường được 400 g, trẻ em và các thành phần khác được 300 g một ngày. Một lượng lớn ngũ cốc, bột và đường bị phá hủy vào ngày 8 tháng 9. Một vài sau khi cuộc bao vây bắt đầu, người ta vẫn có thể ăn trong một vài nhà hàng nên chỉ trong một thời gian ngắn như vậy, các nhà hàng này đã tiêu thụ hết 12% mỡ và 10% thịt dự trữ của thành phố. Đầu mùa đông năm 1941, những khó khăn lớn về lương thực thực phẩm đã xuất hiện. Do mặt hồ Ladoga bắt đầu đóng băng, các trận bão tuyết hoành hành khiến cho tuyến tiếp tế đường thủy phải ngừng hoạt động. Nạn đói bắt đầu đe doạ. Từ ngày 20 tháng 11, khẩu phần thực phẩm của quân đội và dân thường đã phải rút xuống vài lần: Mỗi công nhân chỉ được 250 g bánh mì/ngày; người sống nương nhờ và trẻ em được 125 g bánh mì/ngày; những người lính trên tuyến 1 và trên các tàu chiến được nhận mỗi ngày 300 g bánh mì và 100 g bánh bicote. Tại nhiều điểm phân phát lương thực trong thành phố, người ta đã phải dùng đến cân tiểu ly để cân chính xác từ gam cho một khẩu phần bánh mì mà giờ đây đã trở nên quý hơn vàng.

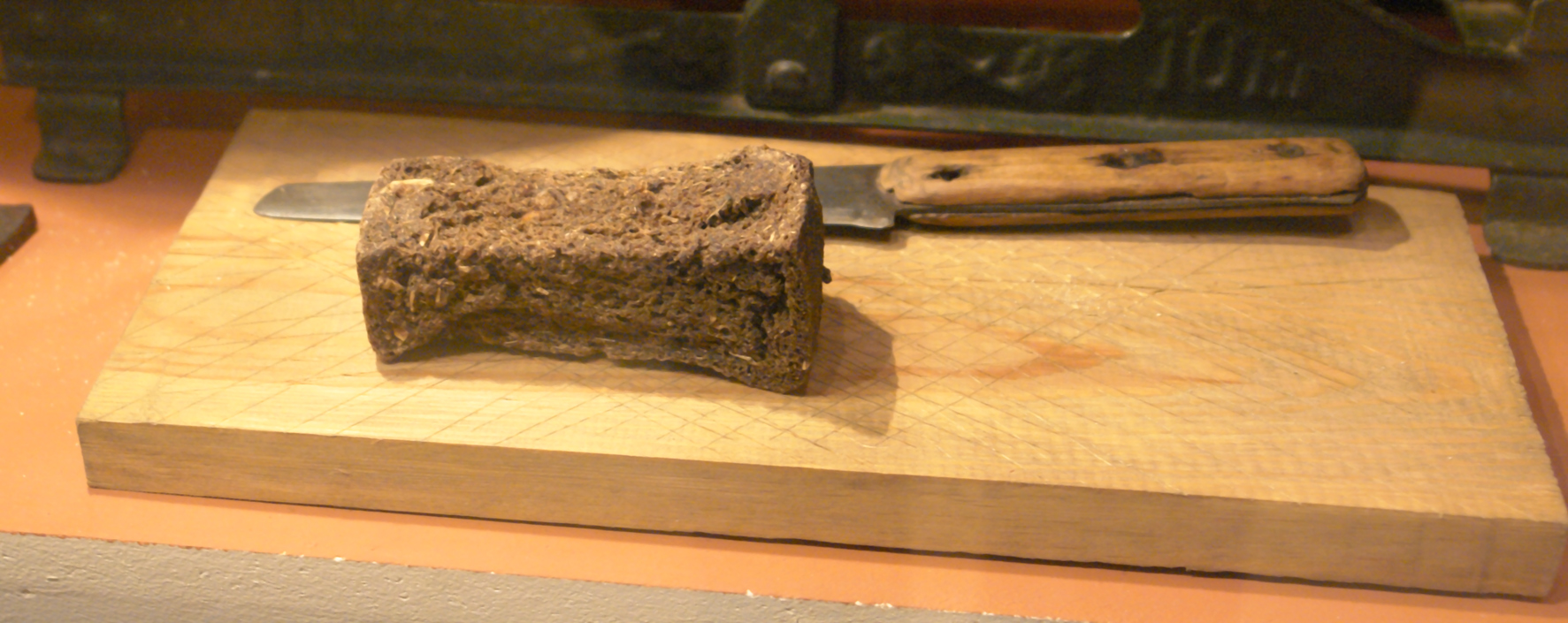
Khẩu phần bánh mì trộn mùn cưa của quân nhân và thường dân Leningrad trong những ngày bị quân đội Đức Quốc xã bao vây (hiện vật tại Bảo tàng Sankt-Peterburg)

Một đội tàu nhỏ của hồ Ladoga được trang bị thô sơ và dễ dàng bị máy bay Đức ném bom phá hủy, mấy chiếc xà lan chở ngũ cốc bị chìm vào tháng 9. Một số được trục vớt lên bằng các đội thợ lặn và ngũ cốc bị ẩm này được sử dụng để làm bánh mì nướng. Khi tất cả các nguồn dự trữ bột mì đã hết một số nguồn khác như cellulose và bán khô dầu cho súc vật được tận dụng. Yến mạch cho ngựa cũng được trưng dụng làm thực phẩm, còn ngựa thì được nuôi bằng lá cây. Khi 2000 tấn lòng cừu được tìm thấy ở bến cảng, một món giò đã được làm từ số lòng cừu này. Sau đó, thịt cũng được thay thế bằng giò và da bê thối. Trong suốt cuộc bao vây, có tổng cộng năm đợt giảm khẩu phần: ngày 2 tháng 9, 10 tháng 9, 1 tháng 10, 13 tháng 11 và lần cuối cùng vào ngày 20 tháng 11 năm 1941. Mức độ thiếu ăn được khắc phục phần nào nhờ những vườn cây tự trồng trong các vùng đất của thành phố vào năm 1943.
Vấn đề năng lượng
Cuối tháng 9, nguồn cung cấp dầu và than đá bắt đầu cạn kiệt. Nguồn năng lượng duy nhất vào lúc này là các loại củi. Ngày 8 tháng 10, Ban chỉ huy quân quản và hội đồng thành phố Leningrad (Ленгорисполком) quyết định chặt toàn bộ cây tại các quận Pargolovo và Vsevolzhskiy ở phía Bắc thành phố. Đến ngày 24 tháng 10, hầu như tất cả các loại cây đã bị đốn bỏ để lấy củi. Đến đầu tháng 11, Leningrad đã sử dụng hết những dự trữ nhiên liệu cuối cùng. Do sự thiếu thốn năng lượng, nhiều nhà máy phải đóng cửa vào tháng 11 và tất cả các dịch vụ vận chuyển công cộng đều không thực hiện được. Hệ thống cấp nước của thành phố bị bom và đạn pháo phá hủy. Nguồn nước sử dụng chủ yếu lấy từ sông Neva dưới làn đạn đại liên của quân Đức ở bên kia bờ sông quét sang. Vào mùa hè năm 1942, một số đường ray trong nội bộ thành phố được khôi phục, nhưng các loại xe điện, xe buýt chạy trên đường ray và xe goòng đẩy tay vẫn không thể tới thành phố cho đến khi vòng phong tỏa bị phá vỡ. Việc sử dụng năng lượng bị hạn chế ở nhiều nơi, ngoại trừ căn cứ trung tâm chỉ huy đặt tại điện Smolny, hội đồng thành phố, các căn cứ phòng thủ và một số trung tâm khác.

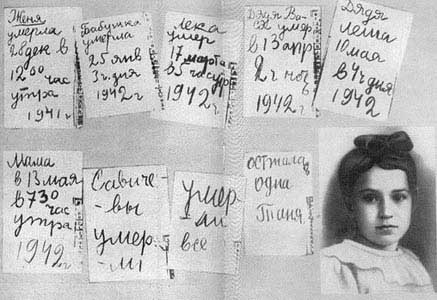
Tanya Savicheva và những trang nhật ký mùa đông năm 1941-1942

Việc thiếu chất đốt cũng ảnh hưởng nghiêm trọng đến thường dân còn mắc kẹt tại thành phố không kém gì sự thiếu thốn lương thực, thực phẩm. Họ đã phải chịu đựng hai mùa đông khắc nghiệt nhất của vùng Vòng Bắc cực lạnh giá từ năm 1941 đến năm 1943. Nhiều người đã chết trong hoàn cảnh vừa đói, vừa rét. Tại Nhà lưu niệm của nghĩa trang Piskarevskoye, nơi chôn cất hơn 600.000 người dân Leningrad chết vì đói và rét trong gần 900 ngày bị phong tỏa còn lưu trữ những trang nhật ký của Tanya Shavicheva, một thiếu nhi 11 tuổi với những dòng chữ to ghi lại thời điểm những người thân của em qua đời:
"Zhenia chết lúc 12 giờ 30 phút chiều ngày 28 tháng 12 năm 1941
Granny chết lúc 3 giờ chiều ngày 25 tháng 1 năm 1942
Lyoka chết lúc 5 giờ sáng ngày 17 tháng 3 năm 1942
Bác Vasia chết lúc 2 giờ sáng ngày 13 tháng 4 năm 1942
Bác Liosa chết lúc 5 giờ chiều ngày 10 tháng 5 năm 1942
Mẹ chết lúc 7 giờ 30 phút ngày 13 tháng 5 năm 1942
Shavichev đã chết.
Tất cả mọi người đã chết
Bỏ lại mình cô đơn"
Cuối cùng, chính Tanya Shavicheva cũng không tránh khỏi cái chết. Mặc dù được đưa đến nơi sơ tán nhưng em đã chết năm 1943 vì kiệt sức.

#### Hậu phương tại chỗ của mặt trận

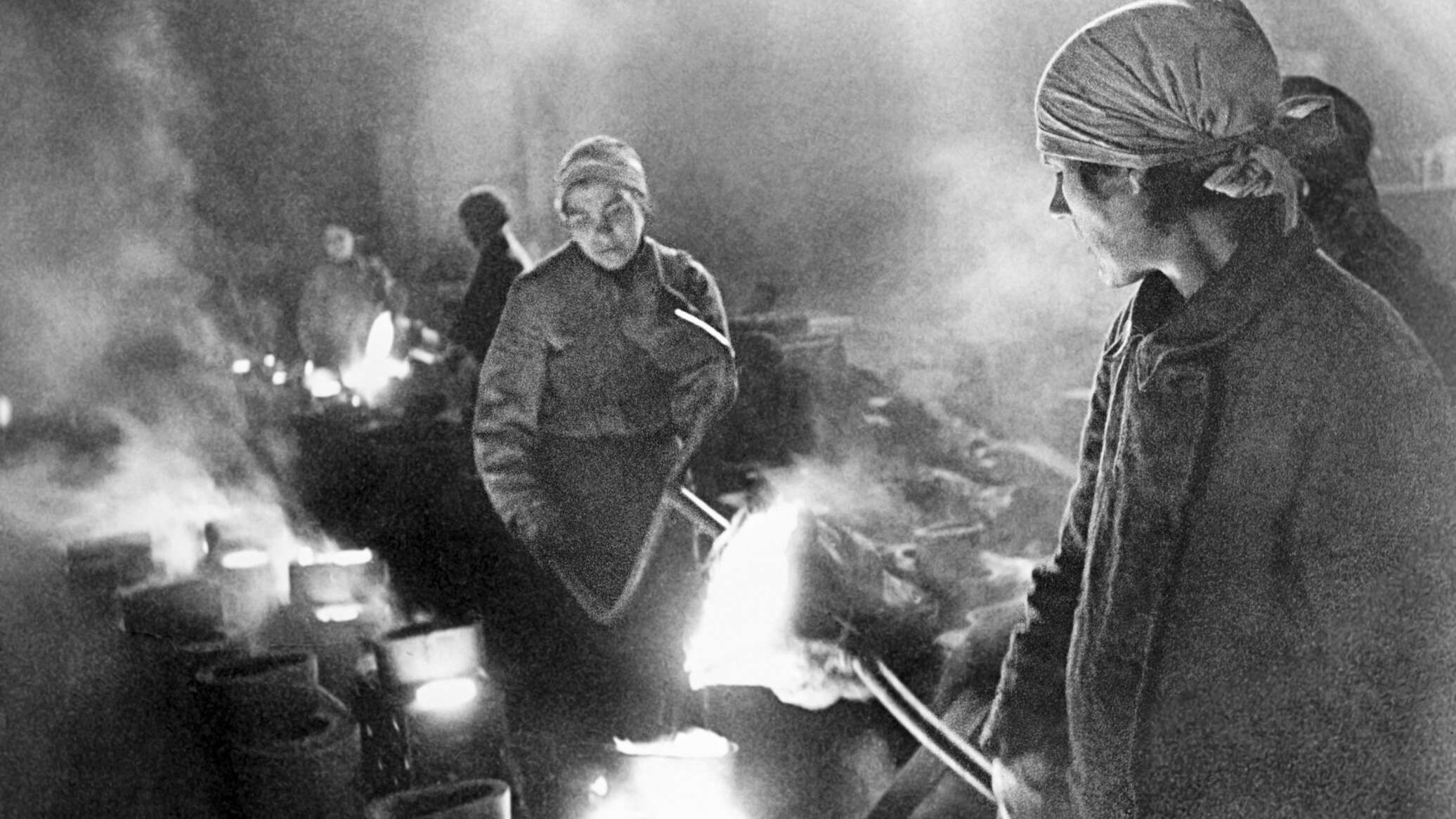
Nữ công nhân Liên Xô tại xưởng đúc thép duy sản xuất trong thời gian thành phố Leningrad bị vây hãm. tháng 1 năm 1942

Cuộc tấn công và phong tỏa kéo dài của quân đội Đức Quốc xã đã không thể bóp chết được Leningrad. Trong những ngày chiến đấu để bảo vệ Leningrad, hơn nửa triệu thường dân đã tham gia xây dựng hàng trăm km chiến hào, hàng trăm km hào chống tăng, hàng rào dây thép gai, vật cản chống tăng, hàng nghìn hỏa điểm kiên cố bằng bê tông và ụ súng bằng gỗ đắp đất. Các nhà máy được lệnh sản xuất hàng nghìn chướng ngại vật bằng thép và bê tông cốt thép, có trọng lượng từ 0,5 đế 3 tấn dùng để ngăn cản xe tăng. Nhiều ngôi nhà bằng đá được kết cấu lại thành những pháo đài nhỏ. Mặc dù bị thu hẹp sản xuất do phải sơ tán về hậu phương và thiếu hụt nghiêm trọng về nguyên liệu, nhiên liệu nhưng các nhà máy tại Leningrad vẫn cố gắng duy trì hoạt động, vẫn sản xuất được xe tăng, đại bác, súng cối, súng máy, tiểu liên, súng trường, các loại đạn dược. Việc sửa chữa lại vũ khí, phương tiện quân sự bị hư hỏng cũng được tiến hành song song với sản xuất. Các nhà máy quân sự ở Leningrad là một trong những cơ sở đầu tiên sản xuất loại pháo phản lực Katyusha BM-13.
Kể từ khi bị cắt đứt giao thông trên bộ với bên ngoài, Phương diện quân Leningrad chỉ còn có thể nhận được súng bộ binh, đạn và pháo hạng nhẹ từ nội địa Liên Xô. Việc bù đắp hiệt hại về vũ khí nặng, nhất là xe tăng phải trông cậy vào các nhà máy tại thành phố, trong đó có nhà máy Kirov chuyên sản xuất xe tăng hạng nặng KV. Các nhà máy cơ khí khác cũng được huy động vào việc bảo đảm vũ khí, đạn dược và các loại quân trang, quân dụng cho mặt trận. Chỉ trong 6 tháng cuối năm 1941, các nhà máy này đã sản xuất được 713 xe tăng, 480 xe bọc thép, 58 tàu hỏa bọc thép, hơn 3.000 súng chống tăng, gần 10.000 pháo, súng cối các cỡ và hơn 3 triệu viên đạn pháo. Số vũ khí khí tài này đã góp phần bù đắp những thiệt hại về vật chất cho Phương diện quân trong tình trạng bị bao vây.

### "Con đường sống"

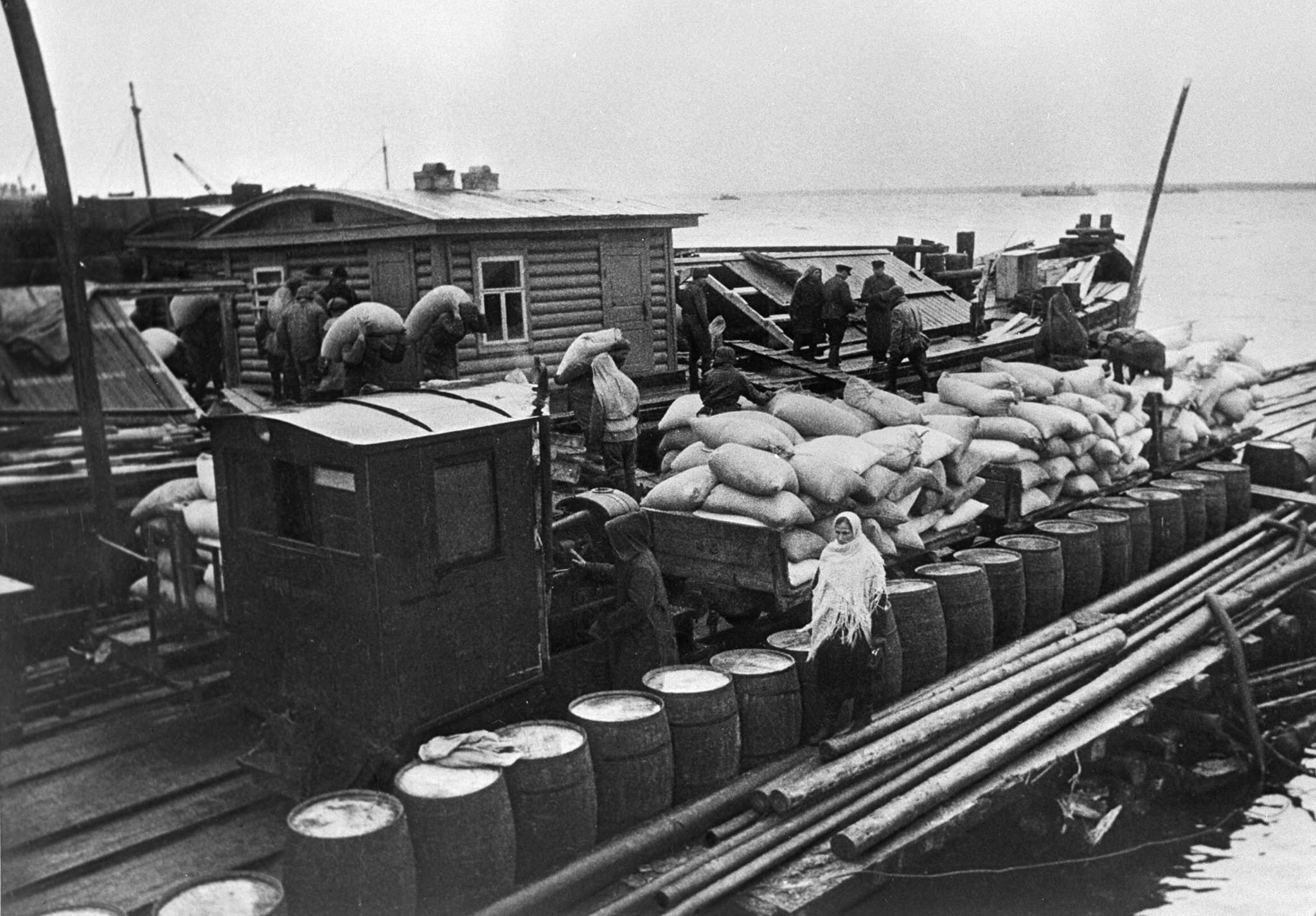
Đoàn tàu vận tải 310 chở lương thực qua hồ Ladoga tiếp tế cho Leningrad ngày 1 tháng 9 năm 1942. (Ảnh của RIA NOVOSSTI)

Trong những ngày bị phong toả, hồ Ladoga trở thành "con đường sống" (Дорога жизни) của thành phố Leningrad. Đầu năm 1942, khi mặt băng trên hồ Ladoga đã rắn chắc, Liên Xô đã tổ chức vận chuyển cho mặt trận Leningrad súng đạn, lương thực, thực phẩm, thuốc men và nhiên liệu. Tuy với số lượng hạn chế do các đoàn xe ô tô có trọng tải không lớn chạy theo các tuyến đường đã được xe dọn tuyết mở ra trên mặt băng nhưng đã giảm bớt nhiều khó khăn cho thành phố. Mặc dù hoạt động dưới những trận không kích thường xuyên của không quân Đức Quốc xã, đoàn xe vẫn đến được Leningrad và khi quay về, họ chở theo thương binh, những người ốm, phụ nữ, người già và trẻ em. Từ tháng 6 năm 1941 đến tháng 3 năm 1943, đã có 1,7 triệu/3,1 triệu người dân Leningrad đã được sơ tán về phía đông, trong đó có 414.000 trẻ em. Tuy nhiên, đã có 632.253 người chết vì đói và rét, trong đó ngay mùa đông năm đầu tiên bị phong tỏa (1941-1942) đã có hơn 263.000 người chết.
Trong mùa hè năm 1942, mặc dù phải bận đối phó với cuộc tổng tấn công dữ dội của quân đội Đức Quốc xã tại cánh Nam mặt trận Xô-Đức; Nhà nước và Bổ tổng tư lệnh tối cao quân đội Liên Xô vẫn không từ bỏ ý định bảo vệ bằng được thành phố Leningrad. Đầu tháng 6 năm 1942, thành phố đã nhận được những tấn dầu hỏa đầu tiên qua một đường ống dài 25 km đặt ngầm dưới đáy hồ Ladoga. Cuối tháng 7 năm 1942, nguồn điện của nhà máy thủy điện Volkhov vừa được khôi phục đã đến được với Leningrad qua một đường cáp điện cũng được đặt ngầm dưới hồ. Hai nguồn năng lượng quan trọng được tiếp tế đã giúp khôi phục hoạt động của một số nhà mày, xí nghiệp, trong đó có các nhà máy sản xuất vũ khí, đạn dược và các thiết bị quân sự. Các tuyến đường thủy đã được khôi phục ngay khi mặt hồ Ladoga tan băng và vận chuyển đến thành phố những nhu yếu phẩm cần thiết; trong đó, ưu tiên số một vẫn là lương thực, thực phẩm và than đá.

### "Con đường chiến thắng"

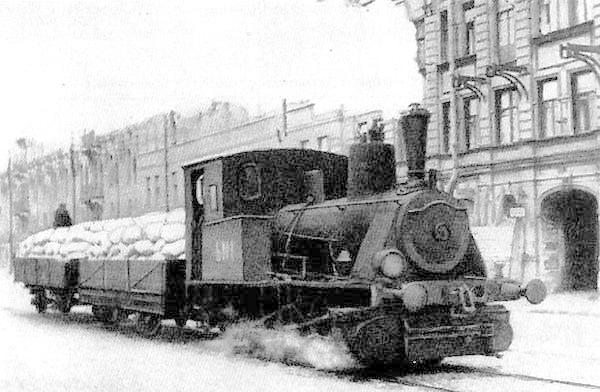
Chuyến xe lửa đầu tiên của Liên Xô chở bột mỳ qua con đường sắt dã chiến đến với Leningrad, tháng 2 năm 1943

Sau khi hợp vây tập đoàn quân đoàn quân 6 và một phần tập đoàn quân xe tăng 4 tại Stalingrad và chắc chắn sẽ đánh tan đạo quân Đức này, Bộ Tổng tư lệnh tối cao quân đội Liên Xô vạch kế hoạch chiến dịch "Tia lửa" ("Искра") nhằm chọc thủng vòng phong tỏa của quân đội Đức để tiếp tế cho Leningrad. Đêm 11 rạng ngày 12 tháng 1 năm 1943, Quân đội Liên Xô thuộc hai phương diện quân Volkhov và Leningrad đã đẩy lùi quân Đức ra khỏi khu vực "cổ chai" Shlisselburg, chiếm được một đoạn hành lang rộng từ 15 đến 30 km phía Nam hồ Ladoga. Đêm 18 rạng ngày 19 tháng 1 năm 1943, sau khi hai cánh quân tiên phong của hai phương diện quân gặp nhau, Đài phát thanh Liên Xô loan tin: "vòng phong tỏa Leningrad đã bị phá vỡ". Ngay sau khi chiếm được khu vực Shlisselburg, Hội đồng quốc phòng Nhà nước Liên Xô đã quyết định xây dựng cấp bách một tuyến đường sắt dài 36 km từ ga Zhikharevo đến Shlisselburg. Mặc dù trong khu vực mới chiếm lại được vẫn còn đầy mìn, bom và đạn pháo chưa nổ; mặc dù dưới thời tiết giá buốt dưới 0 độ với những trận tuyết rơi liên tiếp, chỉ sau 15 ngày, tuyến đường sắt này đã đi vào hoạt động. Cùng với con đường sắt dã chiến, người dân Leningrad còn xây dựng một chiếc cầu tạm qua sông Neva. Ngày 11 tháng 2 năm 1943, những chuyến tàu chở bột mỳ, than đá, dầu, quặng kim loại, vũ khí đầu tiên đã đến được Leningrad. Người dân Leningrad gọi đây là "con đường chiến thắng" (Дорога победы). Cùng với "con đường sống", "con đường chiến thắng" cũng đã đi vào lịch sử như một biểu tượng của thành phố. Nó góp phần đẩy lùi những ngày sống trong đói rét của người dân Liên Xô tại thành phố này mặc dù bom đạn vẫn chưa ngưng nổ trên các đường phố. "Con đường chiến thắng" đánh dấu bước tiếp theo sự phá sản đối với các kế hoạch của quân đội Đức Quốc xã định bóp chết thành phố trong lửa đạn, giá rét và nạn đói.

## Diễn biến chiến sự

### Trận phản công Sinyavino lần thứ nhất
Trong khi các sư đoàn của Tập đoàn quân 18 (Đức) đang triển khai vòng vây tại sườn phía Nam của Leningrad và Tập đoàn quân 16 phối hợp với Tập đoàn quân xe tăng 4 (Đức) tiếp tục đột kích về hướng Volkhov - Tikhvil thì những chỉ huy của Phương diện quân Leningrad cho rằng cần phải mở một đòn đột kích để nới rộng vòng vây. Trận phản công Sinyavino lần thứ nhất được quân đội Liên Xô tổ chức diễn ra từ ngày 10 đến ngày 26 tháng 9 trên khu vực mở đầu cuộc chiến chống phong tỏa của quân đội Liên Xô tại khu vực Leningrad.
Chiến dịch này được mở với mục tiêu "chặt đứt" khu vực "cổ chai" Shlisselburg để nối thông thành phố Leningrad với "đất lớn" của quân đội Liên Xô. Quyết tâm của Bộ tư lệnh hướng Tây Bắc là rất cao, song binh lực của quân đội Liên Xô trên hướng này khá hạn chế. Các tập đoàn quân 42 và 55 đang phải phòng thủ kịch liệt ở phía Nam sông Neva từ Urisk qua Pulkovo, Pushkin đến phía Đông Kolpino để ngăn chặn Tập đoàn quân 18 (Đức) đang tấn công thành phố. Phòng thủ khu vực dọc sông Neva phía Đông Leningrad chỉ có Cụm phòng ngự Neva với binh lực vỏn vẹn 3 sư đoàn bộ binh và một số cụm pháo. Các tập đoàn quân 4 và 52 đang phải chống đỡ cuộc tấn công của quân Đức tại khu vực Novgorod - Chudovo để cố giữ con đường sắt Moskva - Leningrad. Trong số các lực lượng còn lại chỉ có Tập đoàn quân 54 do Nguyên soái pháo binh G. I. Kulik chỉ huy mới được thành lập ngày 5 tháng 9 năm 1941 gồm các sư đoàn bộ binh 285, 286, 310, 314, Lữ đoàn xe tăng 122 và Tiểu đoàn xe tăng 119 còn tương đối sung sức. Bộ Tổng tư lệnh hướng Tây Bắc (Liên Xô) hy vọng vào sự bất ngờ của cuộc phản công khi quân đội Đức Quốc xã chưa kịp củng cố các vị trí phòng thủ tại khu vực Sinyavino (Molodtsovo), nơi có ngõ cụt của con đường sắt từ Mga lên. Trước khi cuộc tấn công diễn ra, STAVKA ra chỉ thị giải thể Bộ Tổng tư lệnh hướng Tây Bắc. Nguyên soái K. E Voroshilov trở thành tư lệnh Phương diện quân Leningrad.
Ngày 10 tháng 9, sau khi cuộc tấn công của Quân đoàn xe tăng 41 (Đức) bị chặn lại trên khu vực Pushkin - Pulkovo, Tập đoàn quân 54 phát động cuộc phản công vào Sinyavino. Các đòn phản công của Tập đoàn quân 54 tiến triển rất chậm chạp do thiếu pháo binh bắn phá dọn đường và lực lượng thiết giáp khá mỏng, chỉ đủ để yểm hộ cho bộ binh tấn công mà không thể tạo thành một mũi khoan thép. Trong ba ngày đầu từ 10 đến 12 tháng 9, các sư đoàn bộ binh của Tập đoàn quân 54 chỉ có thể tiến lên với tốc độ từ 2 đến 3 km/ngày trên hướng Turyshkino, Muya, Voronovo (???). Riêng Sư đoàn bộ binh 286 thu được nhiều thành công hơn cả khi ngày 12 tháng 9, họ đột nhập được vào thị trấn Voronovo.
Cuộc tấn công của Sư đoàn bộ binh 310 trên cánh trái của Tập đoàn quân 54 (Liên Xô) gặp nhiều tổn thất hơn cả. Ngày 10 tháng 9, Trung đoàn bộ binh 1080 của sư đoàn này kéo quân vượt sông Chernaya, dễ dàng đánh chiếm làng Gontovaya Lipka (Priladozhsky) và phát triển tấn công dọc theo Quốc lộ số 7. Tuy nhiên, đến ngày 12 tháng 9, trung đoàn này đã rơi vào ổ phục kích của pháo binh Đức, bị thương vong nặng và buộc phải rút lui. Trung đoàn bộ binh 1082 sau khi tiêu diệt tiền đồn của quân Đức tại làng Gaitolovo (???), khi tiến công về hướng Tây nhằm cắt đứt con đường sắt Mga - Sinyavino đã bị quân Đức phản kích vào hai bên sườn, buộc phải lùi về vị trí xuất phát. Trung đoàn bộ binh 1084 cũng thất bại khi công kích vượt đường sắt sang hướng Porechi (???). Phát hiện cuộc phản công của quân đội Liên Xô, tướng Ernst Busch điều động Sư đoàn xe tăng 12 thuộc Quân đoàn xe tăng 3 (được phối thuộc cho Tập đoàn quân 16) từ khu vực Tosno - Lyuban kéo lên Sinyavino hợp lực với Sư đoàn cơ giới 36 chặn kích. Từ ngày 14 tháng 9 đến ngày 17 tháng 9, các trận đánh giằng co giữa bộ binh Liên Xô và xe tăng Đức diễn ra ác liệt quanh khu vực Turyshkino, Muya và Voronovo. Ngày 18 tháng 9, có thêm Sư đoàn bộ binh 126 (Đức) đến tăng viện. Tương quan lực lượng nghiêng về phía quân đội Đức Quốc xã.
Ngày 19 tháng 9, quân Đức bắt đầu phản công dưới sự yểm hộ của pháo binh, xe tăng và không quân. Không đủ sức tiếp tục chiến dịch, Tập đoàn quân 54 (Liên Xô) buộc phải dừng tấn công tại tuyến Turyshkino, Muya, Voronovo, Porechi, Khandrovo (???), Mikhalevo (???). Thậm chí, họ còn không thể giữ được tuyến xuất phát tấn công bên cánh trái. Quân đoàn bộ binh 1 Đức tràn qua khu phòng thủ Memino (???) và công kích Volkhov, mở đầu cho các đòn tấn công trên hướng Volkhov - Tikhvin, buộc Tập đoàn quân 54 (Liên Xô) phải tựa lưng vào hồ Ladoga mà phòng ngự. Để tăng cường cho hướng Volkhov, STAVKA buộc phải điều Tập đoàn quân 4 do Trung tướng V. F. Yakovlev chỉ huy gồm các sư đoàn bộ binh 285, 292, 311 và Sư đoàn kỵ binh 7 từ lực lượng dự bị chiến lược ra bịt lỗ thủng rộng đến 60 km trên hướng Volkhov.

### Chiến dịch phòng ngự Tikhvin

#### Trên hướng Tikhvin

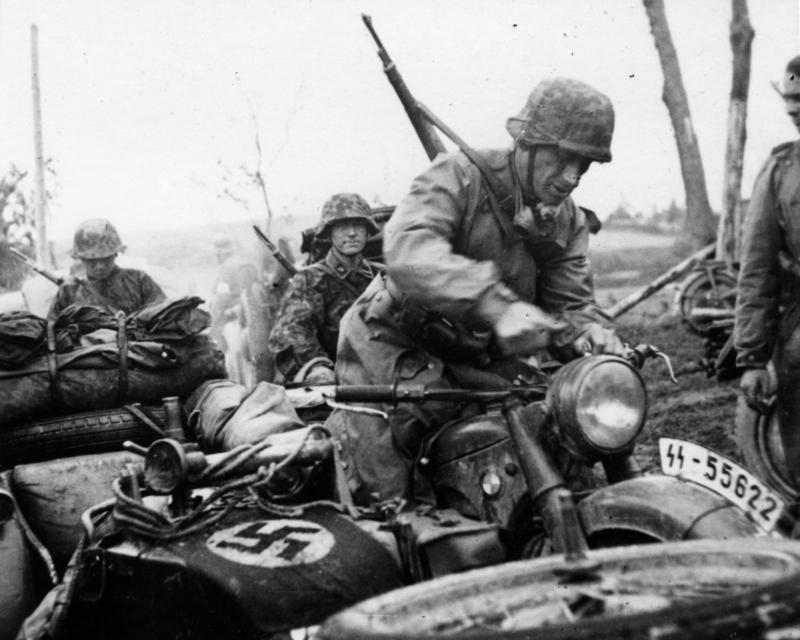
Đội mô tô cơ giới của Sư đoàn SS "Totenkopf" tấn công

Cuộc tấn công của Tập đoàn quân 54 (Liên Xô) tại Sinyavino không nối được liên lạc với Phương diện quân Leningrad và cũng chỉ buộc Tập đoàn quân xe tăng 4 (Đức) hoãn cuộc tấn công lên hướng Volkhov - Tikhvin được mấy ngày. Thượng tuần tháng 10 năm 1941, Cụm tập đoàn quân Bắc (Đức) điều chỉnh lại lực lượng chuẩn bị tấn công. Sư đoàn cơ giới 36 và Sư đoàn xe tăng 1 được trả lại cho Quân đoàn bộ binh 1 và Quân đoàn xe tăng 39. Quân đoàn bộ binh 38 cũng được huy động cho cuộc tấn công. Ý đồ của Bộ chỉ huy Tập đoàn quân "Bắc" (Đức) là cùng lúc giáng hai đòn đột kích vào hai hướng Volkhov và Tikhvin. Quân đoàn bộ binh 1 (Đức) gồm các sư đoàn bộ binh 11, 21, 126 và 254 có nhiệm vụ đánh chiếm Volkhov và tiến ra hồ Ladoga ở Novaya Ladoga, bao vây Tập đoàn quân 54 (Liên Xô) trên khu vực tam giác Volkhov - Novoya Ladoga - Voronovo. Quân đoàn xe tăng 39 gồm các sư đoàn xe tăng 8, 12 và các sư đoàn cơ giới 18, 20 được giao nhiệm vụ tấn công vào Tikhvin, chiếm đầu mối đường sắt quan trọng này, sau đó phát triển lên phía Bắc, đánh vào sau lưng Tập đoàn quân 7 (Liên Xô) đang phòng thủ trên bờ Nam sông Svir tại khu vực Lodeynoye Pole và nối liên lạc với quân Phần Lan. Quân đoàn bộ binh 38 có nhiệm vụ tấn công ra tuyến sông Syas, che chắn sườn phải cho Quân đoàn xe tăng 39. Quân đoàn bộ binh 28 được giao nhiệm vụ chốt chặt khu vực cổ chai Mga - Shlissenburg.
Đối diện với Tập đoàn quân xe tăng 4 (Đức) là Tập đoàn quân 52 đã suy yếu sau các trận phòng thủ tại khu vực Chudovo, Tập đoàn quân 54 cũng đã tổn thất sau chiến dịch phản công Sinyavino lần thứ nhất và Tập đoàn quân độc lập 4. Tập đoàn quân 54 gồm các sư đoàn bộ binh 3, 128, 286, 294 và Lữ đoàn sơn chiến 1 phòng thủ trên địa đoạn từ Voronovo đến đầm lầy Maluksinsky dài 35 km. Tuyến phòng thủ của Tập đoàn quân độc lập 4 gồm các sư đoàn bộ binh 44, 92, 191, 285, 292, 310, 311 và Sư đoàn kỵ binh 27 kéo từ đầm lầy Maluksinsky đến Kirishi có chiều dài 50 km. Tập đoàn quân 52 gồm các sư đoàn bộ binh 111, 259, 267 và 288 bố trí phòng thủ dọc sông Volkhov từ Kirichi đến phía Bắc Novgorod trên một trận tuyến dài đến 80 km. Khởi đầu chiến dịch, cả ba tập đoàn quân Liên Xô chỉ có quân số 135.000 người, 475 khẩu pháo và 59 xe tăng còn hoạt động được. Quân đoàn xe tăng 39 và các quân đoàn bộ binh 1, 38 (Đức) có 140.000 quân, khoảng trên 1.000 pháo và súng cối và trên 200 xe tăng. Tuy không chiếm ưu thế lớn về người nhưng quân Đức có ưu thế vượt trội về xe tăng và pháo binh.
Ngày 16 tháng 10, các sư đoàn bộ binh 11 và 21 (Đức) vượt qua tuyến phòng thủ của quân đội Liên Xô ở phía Nam Volkhov. Sư đoàn bộ binh 21 (Đức) đánh chiếm một bàn đạp tấn công phía Nam Volkhov. Bất chấp sức kháng cự của các sư đoàn bộ binh 267 và 288, Sư đoàn bộ binh 21 (Đức) đánh chiếm Kirishi và tấn công lên hướng Gorodishche. Ngày 18 tháng 10, Sư đoàn xe tăng 12 và Sư đoàn cơ giới 20 vượt sông Volkhov, đánh chiếm đầu cầu Gruzino và mở cuộc tấn công chính trên hướng Budogoshch. Sư đoàn xe tăng 8 và Sư đoàn cơ giới 18 cùng một bộ phận Sư đoàn bộ binh 254 cơ động tiến công theo hướng chung đến Malaya Vishera. Ngày 20 tháng 10, Tập đoàn quân 52 (Liên Xô) buộc phải rút lui về phía Đông và Đông Nam, bỏ lại cả hai vị trí Malaya Vishera và Bolshoy Vishera. Hành động này đã tạo ra một chỗ hở giữa Tập đoàn quân 52 và Tập đoàn quân 4 (Liên Xô) tại khu vực Budogoshch, Ngày 22 tháng 10, quân Đức, không để mất thời gian, đã giáng đòn công kích rất mạnh bằng xe tăng và cơ giới vào chỗ hở đó.
Trước tình hình nghiêm trọng dọc bờ Đông sông Volkhov, ngày 24 tháng 10, Bộ tư lệnh Phương diện quân Tây Bắc (tái lập) phải điều động Sư đoàn bộ binh 259 và Sư đoàn kỵ binh 25 từ khu vực Demyansk lên củng cố tuyến phòng thủ của Tập đoàn quân 52. Cuối tháng 10, Tập đoàn quân 52 đã chặn được cuộc tấn công của Quân đoàn bộ binh 38 (Đức) trên tuyến sông Vishera. Sau khi loại trừ mối đe dọa từ sườn phía Đông của cánh quân chủ lực đang tấn công lên Tikhvil, tướng Ernst Busch để lại Sư đoàn bộ binh 126 phòng thủ tại khu vực Malaya Vishera - Bolshoy Vishera, Sư đoàn bộ binh 254 được điều lên phía Bắc phối hợp với Sư đoàn xe tăng 8 và Sư đoàn cơ giới 18 tấn công vào cánh trái của Tập đoàn quân độc lập 4 trên hướng Taltsy, Khortitsy, Sitomlya. Bộ Tổng tư lệnh tối cao Liên Xô lại một lần nữa phải tăng viện cho Tập đoàn quân độc lập 4. Sư đoàn bộ binh 92 lấy từ lực lượng dự bị của STAVKA được điều đến giữ Taltsy. Sư đoàn xe tăng 60 và Sư đoàn bộ binh 65 cũng được điều động ra lập tuyến phòng thủ trên tuyến sông Syas, phía Tây Nam Tikhvin.
Quân Đức không từ bỏ mục tiêu của cuộc tấn công. Ngày 31 tháng 10, Sư đoàn xe tăng 8 và Sư đoàn cơ giới 18 (Đức) được lệnh phối hợp với Sư đoàn xe tăng 12 và Sư đoàn bộ binh 254 tấn công vào phòng tuyến Sitomlya của Tập đoàn quân độc lập 4 (Liên Xô). Ngày 2 tháng 11, Sư đoàn xe tăng 60 (chỉ có 61 xe tăng hoạt động được) cùng các sư đoàn bộ binh 65 và 92 mở cuộc công kích vào sườn phải của cánh quân Đức đang tấn công Sitomlya, buộc Sư đoàn xe tăng 8 và Sư đoàn cơ giới 18 (Đức) phải tạm dừng tấn công để phản kích sang hướng Khortitsy. Ngày 4 tháng 11, cuộc phản công của quân đội Liên Xô bị chặn đứng. Các sư đoàn bộ binh và xe tăng Liên Xô buộc phải rút lui. Ngày 5 tháng 11, quân Đức nối lại cuộc tấn công và đến ngày 8 tháng 11, Tikhvin rơi vào tay quân Đức. Mặc dù đang phải căng hết lực lượng ra chống lại cuộc tấn công của Tập đoàn quân 18 và cánh trái của Tập đoàn quân xe tăng 4 (Đức) nhưng theo lệnh của STAVKA, Phương diện quân Leningrad vẫn phải điều các sư đoàn bộ binh 44 và 191 vượt qua hồ Ladoga, sang tăng cường cho khu vực Tikhvin đang bị uy hiếp nghiêm trọng.
Ngày 9 tháng 11, Tập đoàn quân độc lập 7 (Liên Xô) đang phòng thủ chống lại quân Phần Lan trên tuyến sông Svir cũng phải điều động Lữ đoàn xe tăng 46 và Trung đoàn lựu pháo 1061 xuống hướng Volkhov - Tikhvin để phối hợp với các tập đoàn quân 4 và 54 loại trừ mối đe dọa trên hướng này. Có thêm quân tăng viện, Bộ tư lệnh Phương diện quân Tây Bắc thành lập 3 cụm quân xung kích xung quanh Tikhvin. Cụm Bắc gồm Sư đoàn bộ binh 44 (thiếu 1 trung đoàn), Trung đoàn bộ binh 1067 và Lữ đoàn xe tăng 46 bao vây Bắc và Tây Bắc Tikhvin. Cụm phía Đông gồm các sư đoàn bộ binh 65, 191, Sư đoàn kỵ binh 27, một trung đoàn của Sư đoàn bộ binh 44 và các trung đoàn xe tăng 121, 128 của Sư đoàn xe tăng 60 trấn giữ phía Đông và Đông Nam Tikhvin. Cụm phía Nam gồm Sư đoàn bộ binh cận vệ 4, các sư đoàn bộ binh 92, 292, Trung đoàn xe tăng 120 của Sư đoàn xe tăng 60 trấn giữa phía Nam và Tây Nam Tikhvin. Binh lực tại mặt trận đã tương đối cân bằng. Quân Đức buộc phải ngừng cuộc tấn công và thiết lập các tuyến phòng thủ tại Tikhvin. Ngày 19 tháng 11, giai đoạn phòng ngự trên hướng Tikhvin của quân đội Liên Xô kết thúc.

#### Trên hướng Volkhov

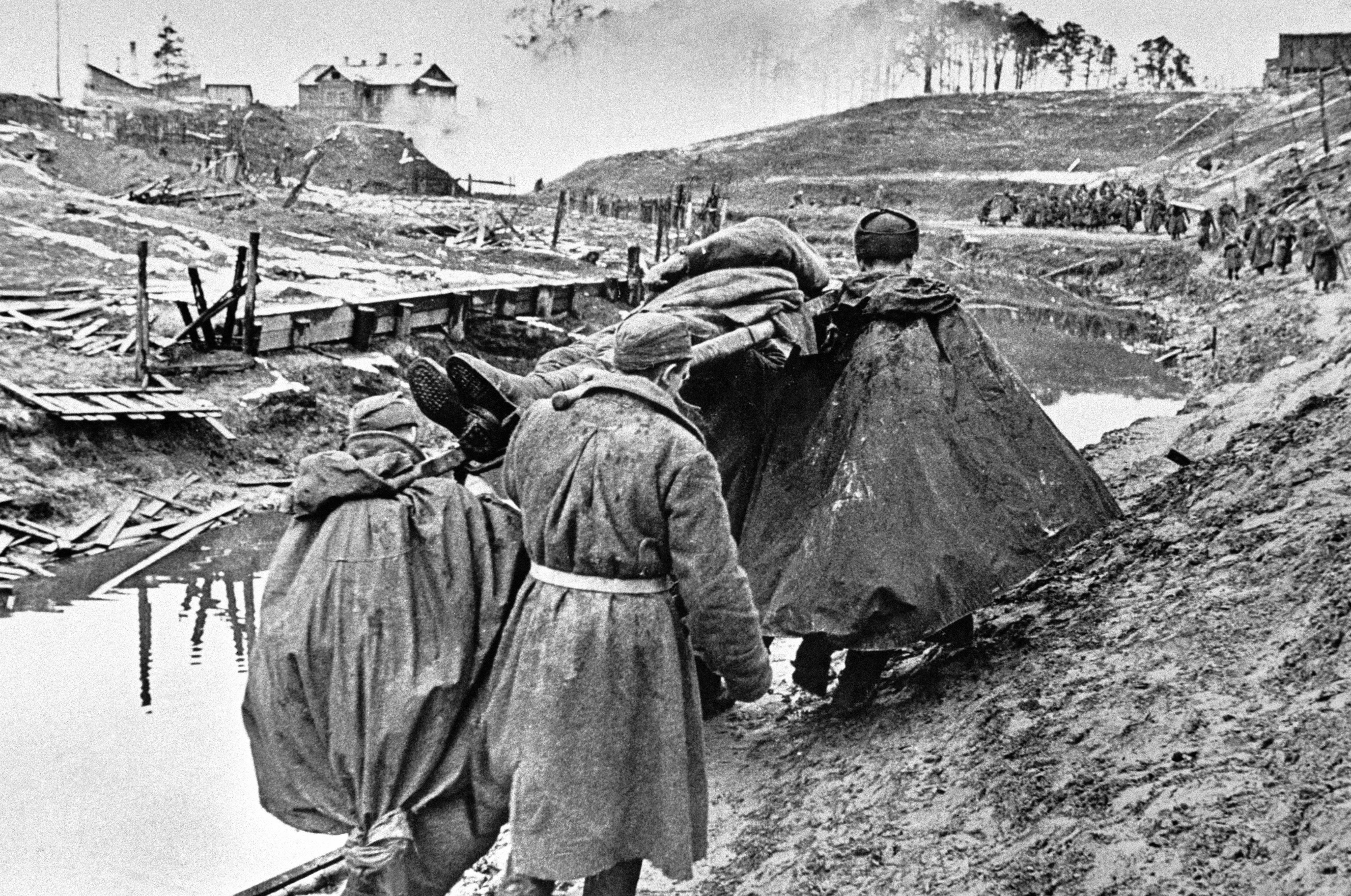
Quân đội Liên Xô rút lui

Tại cánh Bắc của chiến dịch, Quân đoàn bộ binh 1 (Đức) phối hợp với Sư đoàn cơ giới 36 phát triển các đòn tấn công vào Tập đoàn quân 54 (Liên Xô) tại khu vực Voybokalo - Volkhov. Chiến sự chủ yếu diễn ra dọc theo bờ Tây sông Volkhov. Ngày 20 tháng 10, Sư đoàn bộ binh 11 (Đức) tập trung giáng đòn công kích vào Sư đoàn bộ binh 285 (Liên Xô) đang phòng thủ tại khu vực Posadnikov Ostrov, buộc sư đoàn 285 (Liên Xô phải rút lui 5 đến 10 km về phía Bắc. Bị hở sườn, Sư đoàn bộ binh 311 (Liên Xô cũng buộc phải rút lui. Sư đoàn bộ binh 21 (Đức) chiếm giữ đầu cầu ở bờ phải sông Volkhov và bắt đầu chia cắt sư đoàn bộ binh 292 khỏi đội hình chính của Tập đoàn quân 54 (Liên Xô). Ngày 30 tháng 10, quân Đức xâm nhập địa bàn tỉnh Volkhov.
Sư đoàn bộ binh 310 (Liên Xô) đang thực hiện chiến dịch Sinyavino đã bị buộc phải rút ra trong tình trạng tổn thất đáng kể và được ném ra mặt trận phía Nam Volkhov để giữ thị trấn Memino. Lữ đoàn hải quân đánh bộ 6 cũng được điều động từ Syasstroy đến để chêm vào khoảng cách giữa Sư đoàn bộ binh 285 và Sư đoàn bộ binh 311 (Liên Xô) đang ngày một rộng ra. Nhưng chừng đó lực lượng vẫn không đủ để ngăn chặn cuộc tấn công của Quân đoàn bộ binh 1 (Đức). Trong nửa đầu tháng 11 năm 1941, quân Đức tiến công chậm lại nhưng chắc chắn hơn, buộc các đơn vị Liên Xô phải lui về lập vành đai phòng thủ phía Nam Volkhov. Từ ngày 5 đến ngày 12 tháng 11, Sư đoàn bộ binh 21 (Đức) tiếp tục tấn công vào tuyến phòng thủ của Lữ đoàn hải quân đánh bộ 6 (Liên Xô) tại làng Veltsa nhưng không thể đột phá đến Volkhov. Sư đoàn bộ binh 11 (Đức) mặc dù đã chiếm Olomna và vượt qua phía Bắc khu vực Glazhevo nhưng không thể chiếm được Prusynya, cứ điểm cuối cùng của Sư đoàn bộ binh 311 ở phía Tây Volkhov. Mặc dù đang rất thiếu xe tăng nhưng Bộ tư lệnh Phương diện Leningrad vẫn buộc phải điều Lữ đoàn xe tăng 16 lấy từ Cụm phòng thủ Narva cho Tập đoàn quân 54.
Sau khi tạm dừng 2 ngày để bố trí lại binh lực, ngày 14 tháng 11 quân Đức tiếp tục tấn công với lực lượng đặc nhiệm được đặt tên là Cụm tác chiến "Beckmann". Cụm này bao gồm Sư đoàn bộ binh 123, 223 và một trung đoàn xe tăng của Sư đoàn xe tăng 8. Chính trong ngày này, Sư đoàn bộ binh 311 (Liên Xô) đã được thay thế bởi Sư đoàn bộ binh cận vệ 3 và Lữ đoàn xe tăng 122. Các đơn vị này đã chặn đứng được cuộc tấn công của Cụm tác chiến Beckmann (Đức) cách Volkhov 6 km về phía Nam vào ngày 24 tháng 11. Ngày 28 tháng 11, Tập đoàn quân 54 đã nối được liên lạc với Tập đoàn quân 4. 6 km phía Nam Volkhov là điểm đến xa nhất của quân đội Đức Quốc xã tại cánh Bắc của chiến dịch. Từ ngày 29 tháng 11 đến ngày 3 tháng 12, các sư đoàn bộ binh 11, 21 (Đức) tiếp tục công kích ra tuyến sông Syas nhưng đòn đánh "với tầm" của quân Đức vẫn không thể tiến đến con đường sắt Volkhov - Petrozavodsk.

### Trận phản công Sinyavino lần thứ hai

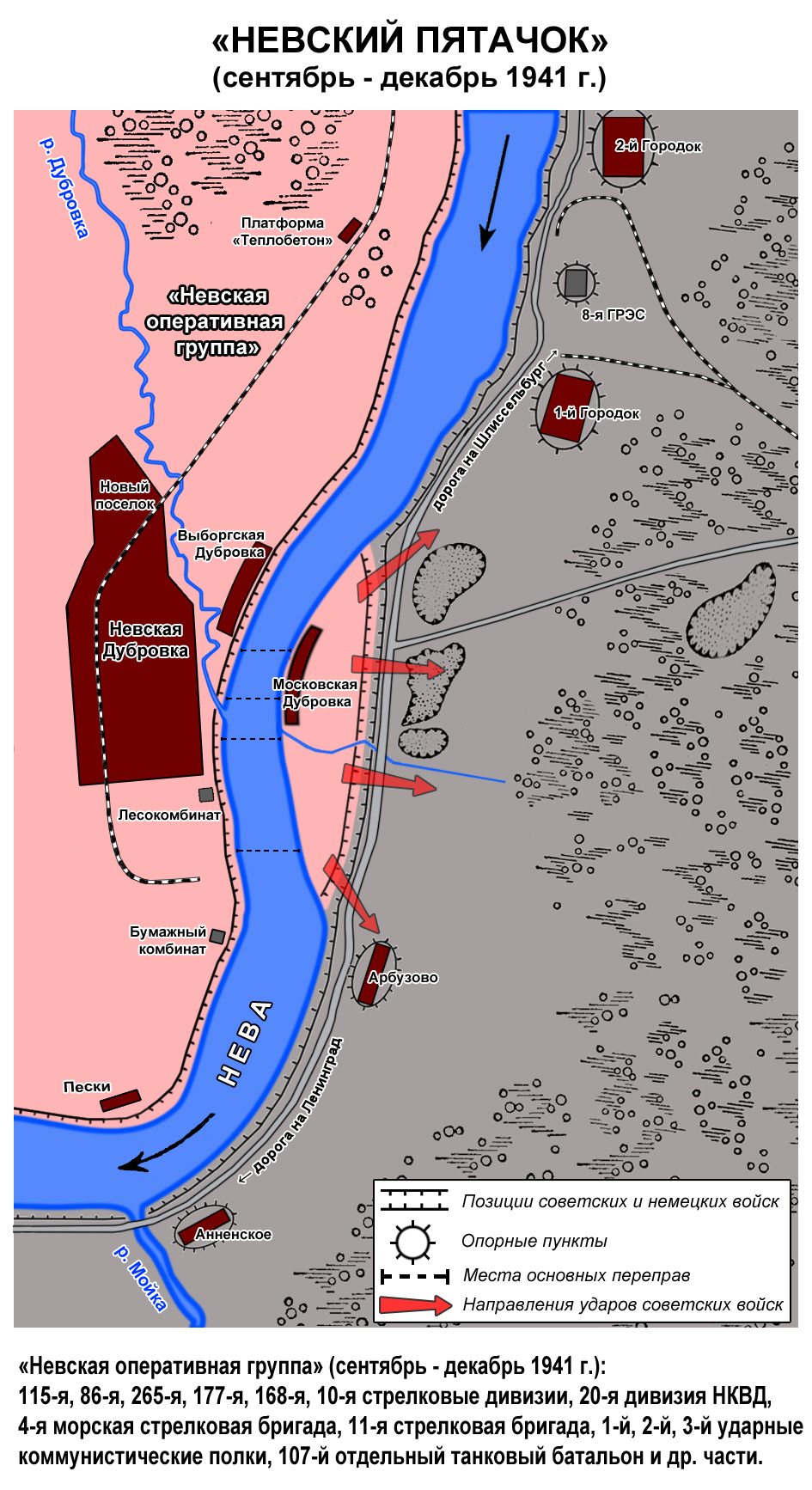
Cuộc tấn công của quân đội Liên Xô từ khu vực đầu cầu Moskovskaya Dubrovka

Nhằm giảm bớt sức ép của quân đội Đức Quốc xã lên tuyến phòng thủ của Tập đoàn quân 54 (Liên Xô) đang giữ khu vực Volkhov, trong khi Tập đoàn quân xe tăng 4 (Đức) đang tấn công thọc sâu trên hướng Tikhvin, Bộ tư lệnh Phương diện quân Leningrad và Bộ tư lệnh Phương diện quân Tây Bắc quyết định nối lại cuộc tấn công trên hướng Sinyavino với hai mục đích: Kéo Quân đoàn bộ binh 1 (Đức) trở lại và nếu có điều kiện thì xóa bỏ khu vực "cổ chai" Shlissenburg, nối liên lạc giữa hai phương diện quân và mở lại tuyến giao thông trên bộ để tiếp tế cho Leningrad.
STAVKA muốn chặn trước cuộc tấn công tiếp theo của quân đội Đức Quốc xã trên hướng Volkhov và đã ra Chỉ lệnh số 002.984 ngày 14 tháng 10 yêu cầu Phương diện quân Leningrad và Phương diện quân Tây Bắc phối hợp tấn công để tiêu diệt cụm quân Shlissenburg - Sinyavino trên cánh phải của Tập đoàn quân 18 (Đức). Kế hoạch dự kiến sử dụng Tập đoàn quân 55 (mới thành lập ngày 1-9-1941) do thiếu tướng I. G. Lazarev chỉ huy gồm các sư đoàn bộ binh 70, 90, 168 và 237 cùng các sư đoàn dân quân 1 và 4 Leningrad tấn công từ khu vực đầu cầu Ivanovo, kéo Sư đoàn cơ giới 36 (Đức) khỏi Cụm cứ điểm Mga, làm dãn đội hình phòng ngự của quân Đức tại khu vực Sinyavino. Cụm tác chiến Neva gồm các sư đoàn bộ binh 86, 115 và 265 được tăng cường Lữ đoàn xe tăng hạng nặng 123 sẽ tấn công vượt sông Neva tại khu vực Moskovsky Dubrovka đánh vào phía Tây Cụm cứ điểm Sinyavino của quân Đức. Tuy nhiên, sau khi xét thấy chiếc cầu phao yếu ở khu vực Dubrovka không thể chịu được trọng lượng của các xe tăng KV-1, Lữ đoàn xe tăng 123 được phối thuộc cho Tập đoàn quân 55.
Từ hướng Gaytolovo (???), Tập đoàn quân 54 gồm các sư đoàn bộ binh cận vệ 3, cận vệ 4, 128, 286, 294 và 310 được tăng cường Lữ đoàn xe tăng 122 và Tiểu đoàn xe tăng 16 có nhiệm vụ tấn công vào phía Đông các cụm phòng ngự của quân Đức. Cánh quân chủ yếu gồm các sư đoàn bộ binh cận vệ 3, 128, 310 cùng Lữ đoàn xe tăng 122 và Tiểu đoàn xe tăng 16 sẽ tấn công dọc theo Quốc lộ số 7 đánh vào Sinyavino. Cánh quân thứ yếu gồm các sư đoàn bộ binh 286 và cận vệ 4 sẽ tiến công về Mga. Sư đoàn bộ binh 294 làm nhiệm vụ phòng ngự ở khu vực giữa mặt trận. Quân đội Liên Xô huy động vào chiến dịch này khoảng 63.000 quân, 475 pháo và 97 xe tăng. Quân Đức có khoảng 54.000 sĩ quan và binh lính, 450 pháo và trên 120 xe tăng.
Sáng 20 tháng 10, Tập đoàn quân 54 bắt đầu tấn công nhưng cũng như chiến dịch Sinyavino lần thứ nhất, các sư đoàn bộ binh tiến lên rất chậm chạp. Chỉ có Sư đoàn bộ binh cận vệ 4 và Tiểu đoàn xe tăng 16 là đạt được chiều sâu đáng kể khi ngày 23 tháng 10, họ tiến đến Tortolova (???). Trên các hướng Estolsky (???) đi Mga, các trung đoàn bộ binh Liên Xô tiếp tục bị quân Đức đánh bật về tuyến xuất phát và tổn thất khá nặng, có trung đoàn chỉ còn lại 300 tay súng. Trên hướng Dubrovka, Sư đoàn bộ binh 86 (Liên Xô) đã chiếm được một đầu cầu nhỏ trên bờ Đông sông Neva nhưng không thể phát triển được trước các đòn phản kích liên tục của Sư đoàn bộ binh 28 (Đức) có một trung đoàn xe tăng kéo từ Mga lên trợ chiến. Tại đầu cầu Ivanovo, chỉ sau hai ngày phản kích, Sư đoàn SS Polizei và Sư đoàn bộ binh 121 (Đức) đã chặn đứng cuộc tấn công của các sư đoàn bộ binh 168 và 237 (Liên Xô), đánh bật các sư đoàn này về bờ Tây sông Tosna. Vì để thất bại ngay trong những ngày đầu tấn công, ngày 26 tháng 10, STAVKA ra lệnh cách chức Tư lệnh Phương diện quân Leningrad của tướng I. I. Fedyuninsky, giáng xuống là Tư lệnh tập đoàn quân 54. Tướng M. S. Khozin được bổ nhiệm là tư lệnh phương diện quân này. Ngày 28 tháng 10, tình hình mặt trận trên hướng Tikhvin - Volkhov xấu đi đã buộc STAVKA phải ra lệnh dừng cuộc tấn công để bố trí lại lực lượng.
Ngày 31 tháng 10, tướng M. S. Khozin trình lên nguyên soái B. M. Shposnikov, Tổng tham mưu trưởng quân đội Liên Xô một kế hoạch tấn công mới. Theo đó, Phương diện quân Leningrad sẽ tăng cường lực lượng cho khu vực đầu cầu Moskovsky Dubrovka. Ngoài các sư đoàn bộ binh 86, 115 và 265 đã có mặt tại đây, các sư đoàn bộ binh 10, 11, 168, 177, Sư đoàn 20 của NKVD và Lữ đoàn hải quân đánh bộ 4 cũng được huy động. Ngày 1 tháng 11, quân đội Liên Xô tiếp tục tấn công. Tuy nhiên, quân Đức đã đợi sẵn cuộc tấn công của Phương diện quân Leningrad tại khu vực đầu cầu này. Các sư đoàn bộ binh sơn chiến 5, 28, 227 và Sư đoàn cơ giới 36 (Đức) được huy động ra chặn kích. Hỏa lực pháo binh Liên Xô khá mỏng và không đủ đạn nên đã không chế áp được các hỏa điểm súng máy và các trận địa pháo của quân Đức trên khu vực từ Gorodozh (???) đến Anzhensky (???). Bộ binh Liên Xô bị thiệt hại nặng bởi hỏa lực súng máy, súng cối và pháo của quân Đức. Bất chấp thiệt hại, các sư đoàn bộ binh 86, 115 và 168 vẫn tiếp tục tấn công nhưng không thể ra khỏi khu vực đầu cầu Dubrovka nhỏ hẹp phía Tây con đường đê dọc bờ Đông sông Neva.
Cuộc chiến tại khu vực đầu cầu Dubrovka tiếp tục kéo dài, giằng co ác liệt đến cuối tháng 12 năm 1941. Theo số liệu của quân đội Đức Quốc xã, từ 15 tháng 11 đến 27 tháng 12 năm 1941, tại khu vực đầu cầu này, quân đội Liên Xô đã tổ chức 79 trận đánh cấp đại đội, hơn 60 trận đánh cấp tiểu đoàn, 50 trận đánh cấp trung đoàn và 16 trận đánh cấp sư đoàn, trong số đó, có 61 trận đánh có xe tăng tham gia.
Trên hướng đầu cầu Ivanovo, cuộc tấn công từ khu vực Kolpino của các sư đoàn bộ binh 70, 90, 125, 268 có sự yểm hộ của 2 tiểu đoàn xe tăng nhằm tiến ra tuyến sông Tosno cũng không thành công. Các sư đoàn bộ binh 43, 85 và lữ đoàn xe tăng 123 cũng không thể bám trụ được trên bờ Đông sông Tosna. Mọi cuộc đột kích đều bị các sư đoàn bộ binh 121 và 122 (Đức) đánh bật trở lại. Trên cánh Đông của chiến dịch, các sư đoàn bộ binh cận vệ 3, 128 và 310 cùng Lữ đoàn xe tăng 122 và Tiểu đoàn xe tăng 16 không thể tiến ra đến Sinyavino trước sức phòng thủ quyết liệt của Sư đoàn bộ binh 223 (Đức). Các sư đoàn bộ binh 286 và 294 hầu như phải chuyển sang phòng ngự. Còn sư đoàn bộ binh cận vệ 4 sau khi cố gắng tiến đến Novo Mikhailovsky (???) đã bị đánh bật về Tortolovo (???), nơi họ bắt đầu cuộc tấn công. Cuối tháng 12, quân đội Liên Xô dừng tấn công trên khu vực Sinyavino - Mga.

### Chiến dịch phản công Tikhvin
Để tăng cường chỉ huy quân đội Liên Xô tại khu vực Tây Bắc lãnh thổ trong điều kiện Phương diện quân Leningrad bị bao vây hoàn toàn, ngày 17 tháng 12 năm 1941, Bộ Tổng tư lệnh tối cao quân đội Liên Xô thành lập Phương diện quân Volkhov gồm các tập đoàn quân xung kích 2, 52, 59 và 26 do đại tướng K. A. Mereskov làm tư lệnh với nhiệm vụ ngăn chặn quân Đức tiến về hướng biển Barents và hỗ trợ cho cuộc phòng thủ của Phương diện quân Leningrad. Nếu điều kiện thuận lợi, Phương diện quân này sẽ phối hợp với Phương diện quân Leningrad tổ chức phá vây.
Sau khi ngăn chặn được cuộc phản công của quân đội Liên Xô tại khu vực Mga - Sinyavino, quân đội Đức Quốc xã vẫn tiếp tục thực hiện các đòn tấn công trên khu vực Tikhvin để đạt mục tiêu kết nối liên lạc với quân Phần Lan trên eo đất Karelia. Ngày 10 tháng 11, Sư đoàn xe tăng 12 và một phần Sư đoàn xe tăng 8 (Đức) mở cuộc tấn công dọc theo con đường bộ từ Tikhvin lên Khomushka (???). Cùng ngày, các sư đoàn cơ giới 18 và 20 (Đức) tấn công từ Tikhvin sang phía Đông theo hướng Staryi Galichno (???). Sau một ngày tấn công, cả hai cánh quân này đã tiến lên được từ 6 đến 8 km. Phần còn lại của Sư đoàn xe tăng 8 (Đức) làm nhiệm vụ yểm hộ bên sườn phải của các sư đoàn cơ giới 18 và 20. Sư đoàn bộ binh 61 được điều động từ Lipnaya Gorka lên Tikhvin thế chỗ cho Sư đoàn xe tăng 12. Tuy nhiên, đòn tấn công với tầm của Quân đoàn xe tăng 39 (Đức) không còn mạnh như trước do nó đã bị thiệt hại khá lớn trong quá trình tấn công lên Tikhvin. Các sư đoàn xe tăng chỉ còn lại khoảng 30% số xe tăng hoạt động được. Sư đoàn xe tăng 12 chỉ còn lại 52 xe tăng trong số 71 xe tăng khi bắt đầu tấn công. Riêng Sư đoàn xe tăng 8 chỉ còn lại 38 xe tăng hoạt động được so với 91 xe tăng lúc ban đầu.
Quân đội Liên Xô không để cho quân đội Đức Quốc xã tiến sâu hơn trên hướng Tây Bắc bằng một phần lực lượng dự bị chiến lược được gửi đến tham chiến tại khu vực Tikhvin mặc dù Chiến dịch phòng thủ Moskva đang bước vào giai đoạn quyết định. Ngày 12 tháng 11, Lữ đoàn xe tăng 46 và Trung đoàn pháo tự hành 1061 được điều từ Tập đoàn quân 7 xuống Khomushka phối hợp với Sư đoàn bộ binh 191 đã chặn đứng Sư đoàn xe tăng 12 (Đức) ở phía Bắc Tikhvin 8 km. Ngày 18 tháng 11, Sư đoàn xe tăng 12 (Đức) bị đánh bật về Tikhvin. Trên hướng Staryi Galichno, ngày 19 tháng 11, Sư đoàn bộ binh 65 và một trung đoàn xe tăng được điều đến phối hợp với các sư đoàn bộ binh 44 và 49 có mặt tại đây từ đầu chiến dịch cũng buộc các sư đoàn cơ giới 18 và 20 (Đức) phải bỏ mục tiêu Astrachi vừa chiếm được và lùi về phòng thủ tại khu vực tổ hợp công nghiệp "1 tháng 5".

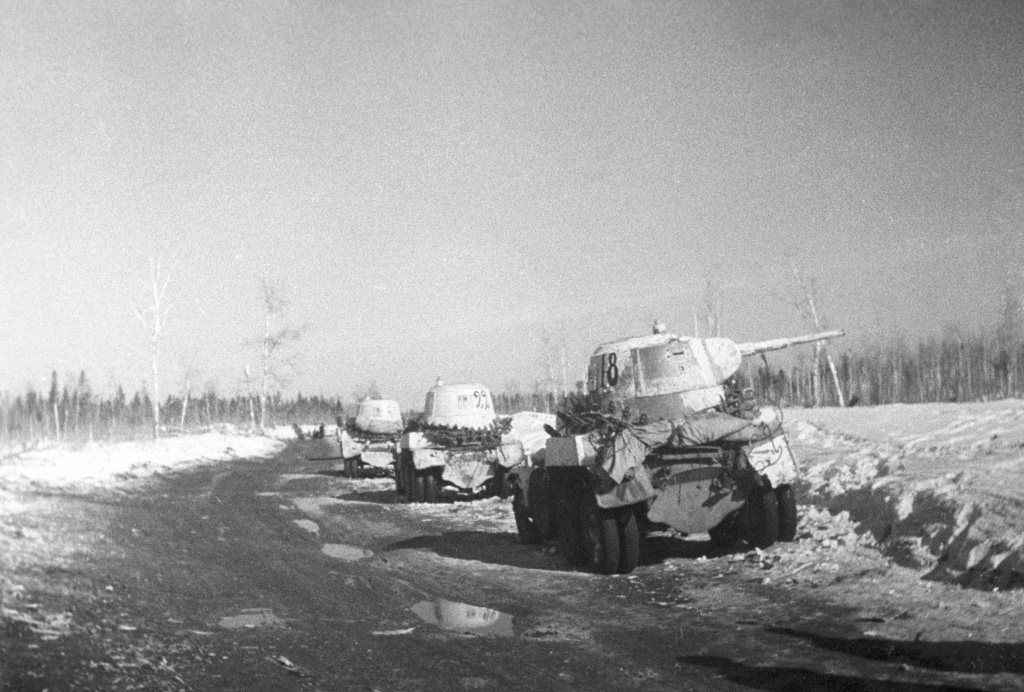
Các xe bọc thép BA-10 được lắp tháp pháo xe tăng T-34 tham gia chiến dịch

Sau khi Tập đoàn quân 4 (Liên Xô) đánh bật Quân đoàn xe tăng 39 (Đức) về Tikhvin, các tập đoàn quân 52, 54 và Cụm chiến dịch Nam Tikhvin (thuộc Tập đoàn quân 4) cũng chuyển sang phản công. Trên cánh Bắc, các sư đoàn bộ binh 80, 115, 198 và 311 (Liên Xô) tấn công từ hai bên sườn đã bao vây và tiêu diệt phần lớn các sư đoàn bộ binh 254 và 291 (Đức) tại khu vực Podrila (???) và Vloya (???). Lo sợ bị tấn công từ sau lưng, các sư đoàn bộ binh 11 và 21 trên cánh phải của Quân đoàn bộ binh 1 (Đức) đang tấn công Volkhov buộc phải rút chạy dọc theo sông Volkhov về Gorodishche. Ở cánh Đông, các sư đoàn bộ binh 27, 44, 65, 92, 191, 292, cận vệ 4 phối hợp với Sư đoàn xe tăng 60 và Tiểu đoàn xe tăng độc lập 128 mở hai đòn đột kích mạnh từ Khortitsy lên phía Bắc và từ sông Syas xuống phía Nam, hợp điểm tại Sitomlya. Hai trung đoàn cơ giới của Sư đoàn cơ giới 18 và 1 trung đoàn xe tăng của Sư đoàn xe tăng 8 (Đức) đã bị lọt vào vòng vây ở phía Đông Sitomlya. Trước nguy cơ bị bao vây và tiêu diệt tại khu vực Tikhvin, tướng Kuno-Hans von Both buộc phải rút Sư đoàn xe tăng 12, Sư đoàn cơ giới 20, phần còn lại của Quân đoàn xe tăng 8, Sư đoàn cơ giới 18 và Sư đoàn bộ binh 61 khỏi Tikhvin. Trên suốt tuyến đường rút lui từ Tikhvin đến Budogoshch, quân Đức luôn bị chặn đánh và tập kích từ trên mặt đất và trên không.
Trên hướng Novgorod, các sư đoàn bộ binh 25, 111, 259, 267, 288 thuộc Tập đoàn quân 52 và các sư đoàn bộ binh 186, 305 cùng Sư đoàn xe tăng 3 của Cụm phòng thủ Novgorod cũng phát động tấn công vượt sông Vishera. Toàn bộ sư đoàn bộ binh 126 (Đức) bị bao vây và tiêu diệt tại Bolshaya Vishera. Quân Đức cố gắng lập tuyến phòng thủ từ Posad đến Muratovo nhưng đến ngày 11 tháng 12, tuyến phòng thủ này cũng bị đập vỡ. Ở giữa mặt trận, tàn quân của các sư đoàn xe tăng 8, 12, các sư đoàn cơ giới 18, 20 và Sư đoàn bộ binh 61 (Đức) định bám trụ lại xung quanh đầu mối đường sắt Budogoshch nhưng ý đồ này cũng thất bại. Sư đoàn bộ binh cận vệ 4 và Sư đoàn xe tăng 60 được điều đến phía Nam Budogoshch, chặn con đường rút của cụm quân Đức về Gruzino. Tàn quân của các sư đoàn Đức phải bỏ lại hầu như tất cả các vũ khí nặng và luồn qua vòng vây bị hở của quân đội Liên Xô giữa hai con sông Pchevzha và Oskuya để rút về bờ Tây sông Volkhov.
Tại cánh Bắc, ngày 25 tháng 12, các sư đoàn bộ binh cận vệ 3, 115, 198 và 258 (Liên Xô) đã bao vây và tiêu diệt phần lớn Cụm tác chiến "Bekman" (Đức) ở khu vực Olomna và tiếp tục tấn công sang phía Tây, đánh chiếm nhà ga Staryi Zharok (???), cắt đứt con đường sắt từ Kirishi đi Mga. Bộ Tổng tư lệnh quân đội Đức Quốc xã buộc phải tăng viện cho Tập đoàn quân 16 các sư đoàn bộ binh 215, 23, 250 và Sư đoàn xe tăng 203. Nhờ các lực lượng mới này cộng với những trung đoàn còn lại các sư đoàn bộ binh 11, 21, 61 và Sư đoàn cơ giới 20, Tập đoàn quân 16 (Đức) đã lập được tuyến phòng thủ mới dọc theo sông Volkhov từ Novgorod đến Kirishi và dọc theo con đường sắt từ Kirishi đến Lodva (???). Quân đội Liên Xô chiếm được một dải đầu cầu từ phía Nam Kirishi đến Dmitrovka (???) rộng hơn 20 km, sâu từ 3 đến 8 km trong khi quân Đức vẫn giữ được đầu mối đường sắt Kirishi. Ngày 30 tháng 12, quân đội Liên Xô ngừng tấn công.
Chiến dịch phản công Tikhvin đã đem lại những thiệt hại lớn cho quân đội Đức Quốc xã cả về người và phương tiện, 3 sư đoàn bộ binh, 1 sư đoàn cơ giới và 2 sư đoàn xe tăng bị đánh tan, các sư đoàn xe tăng và cơ giới còn lại bị thiệt hại nặng. Tướng Đức Dietmar viết:
| “         | Đây là sự khởi đầu của cuộc khủng hoảng về sức mạnh của quân đội Đức trên mặt trận phía Đông. Như ở tất cả các mặt trận, khả năng tấn công trên cánh phía bắc của quân đội Đức đã cạn kiệt. Giấc mơ về một chiến thắng cũng nhanh chóng tan biến thành mây khói. | ” |
| — Dietmar | |   |

Thất bại trên của Cụm tập đoàn quân Bắc (Đức) khu vực Tikhvin nói riêng và toàn bộ hướng Leningrad - Volkhov nói chung đã khiến cho Adolf Hitler rất tức giận. Ngày 31 tháng 12, ông ta ra lệnh cách chức thống chế Wilhelm von Leeb và cử thượng tướng Georg von Küchler thay thế ông này chỉ huy Cụm tập đoàn quân Bắc.
Quân đội Liên Xô cũng chịu những thiệt hại không nhỏ. Trong toàn bộ chiến dịch, họ có 17.924 người chết, 30.977 người bị thương trong tổng số 192.950 quân tham gia chiến dịch.

### Chiến dịch Lyuban

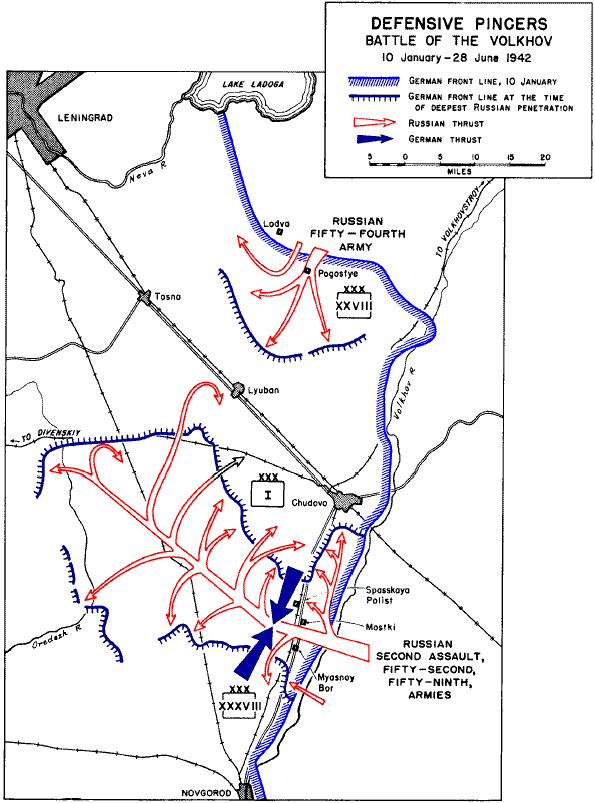
Chiến dịch Lyuban, xuân hè 1942

Đầu tháng 1 năm 1942, Bộ Tổng tư lệnh tối cao quân đội Liên Xô dự kiến tổ chức một chiến dịch cục bộ tại khu vực Lyuban; sử dụng đòn tấn công phối hợp của các phương diện quân Volkhov đánh từ bên ngoài vào và phương diện quân Leningrad đánh từ phía trong ra nhằm tiêu diệt các quân Đức đã tiến đến hồ Ladoga ở khu vực Shlisselburg để giải tỏa cho Leningrad. Trọng điểm của chiến dịch là chiếm lại khu vực Lyuban, nơi có các nhà ga đầu mối Lyuban và Chudovo trên con đường sắt Moskva - Leningrad đã bị quân đội Đức Quốc xã chiếm đóng từ tháng 8 năm 1941. Theo kế hoạch, Phương diện quân Volkhov sử dụng tập đoàn quân xung kích 2 (nguyên là tập đoàn quân 20) có trong biên chế 8 sư đoàn bộ binh và một sư đoàn xe tăng tấn công từ tuyến Spasskaya Polist - Mostki - Myasnoy Bor về hướng Lyuban và sông Oredesh, đánh chiếm Chudovo và tiến đến Lyuban. Phương diện quân Leningrad chỉ còn tập đoàn quân 54 có trong biên chế 5 sư đoàn bộ binh đang bị cắt rời khỏi chủ lực Phương diện quân đóng tại Tây Nam hồ Ladoga là có thể tham chiến. Theo kế hoạch, tập đoàn quân này phải tiến công trên chính diện từ Lodva (???) đến sông Volkhov về Lyuban và Chudovo. Chiều sâu nhiệm vụ của tập đoàn quân xung kích 2 dài gần gấp đôi chiều sâu nhiệm vụ của tập đoàn quân 54. Bộ Tổng tư lệnh tối cao Liên Xô cho rằng với binh lực mạnh hơn, tập đoàn quân này sẽ hoàn thành nhiệm vụ. Phó Tổng tư lệnh G. K. Zhukov cho rằng hệ thống phòng thủ của quân Đức tại đây khá nghiêm mật, cứng rắn, địa hình lại bao gồm nhiều vùng hồ và đầm lầy, rất khó phát triển tấn công nếu không có các binh đoàn cơ giới đủ mạnh.

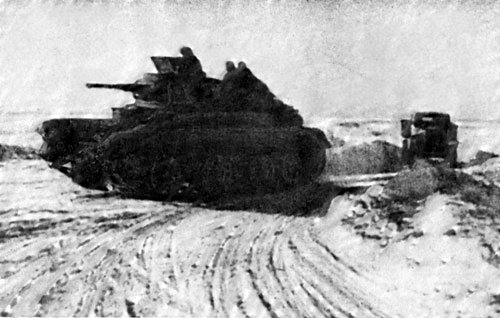
Xe tăng Liên Xô tấn công qua mặt hồ Ladoga đóng băng

Quyết định tấn công vẫn được I. V. Stalin thông qua do tư lệnh Phương diện quân Leningrad, tướng M. S. Khozin bảo đảm sẽ huy động đầy đủ tập đoàn quân 54 vào hướng thứ yếu. Ngày 22 tháng 3 năm 1942, tập đoàn quân xung kích 2 do thiếu tướng A. A. Vlasov tấn công trên hướng chủ yếu đã chọc thủng trận tuyến Spasskaya Polist - Mostki - Myasnoy Bor của quân Đức, vừa tiến nhanh về phía sông Oredesh vừa phát triển đến Lyuban. Do hành động không dứt khoát, tập đoàn quân 54 của nguyên soái G. I. Kulik tiến rất chậm, không những không đến được Lyuban mà còn không hỗ trợ được tập đoàn quân xung kích 2 chiếm Chudovo. Do không bị đe dọa từ sau lưng, quân đoàn 1 phối hợp với quân đoàn 28 (Đức) tấn công vào hai bên sườn, bịt được cửa mở và bao vây Tập đoàn quân xung kích 2 trong vùng đầm lầy. Trong khi phải hành động tích cực hơn để cứu tập đoàn quân xung kích 2 thì trung tướng M. S. Khozin lại cho rằng cần sáp nhập hai phương diện quân lại để dễ chỉ huy. Tuy bị Tổng tham mưu trưởng B. M. Shaposnikov phản đối nhưng I. V. Stalin vẫn đồng ý với đề nghị này. Mặc dù biết rằng tập đoàn quân xung kích 2 không còn sức tấn công nhưng M. S. Khozin vẫn không chịu rút tập đoàn quân này ra và hậu quả nghiêm trọng đã đến. Cuối tháng 5 năm 1942, tướng A. A. Vlasov, tư lệnh tập đoàn quân xung kích 2 chạy sang đầu hàng và nhận làm việc cho quân Đức. Ngày 8 tháng 6 năm 1942, Phương diện quân Volkhov được tái lập, vẫn do đại tướng Mereskov chỉ huy đã sử dụng các tập đoàn quân 4, 52 và 59 liên tục công kích vào phía sau các quân đoàn bộ binh 1 và 28 của quân Đức và giải cứu được phần lớn tập đoàn quân xung kích 2. Chiến dịch Lyuban nhằm phá vây cho Leningrad thất bại. Vì những sai lầm nghiêm trọng này, nguyên soái G. I. Kulic bị giáng cấp xuống đại tướng và được điều về phụ trách Tổng cục pháo binh, trung tướng M. S. Khozin bị cách chức tư lệnh phương diện quân Leningrad, bị giáng cấp quân hàm xuống thiếu tướng và điều về Bộ Tổng tham mưu làm trợ lý. Trung tướng L. A. Govorov được chỉ định làm tư lệnh Phương diện quân Leningrad. Năm 1945, tướng A. A. Vlasov và quân đoàn giải phóng nước Nga của ông ta chiến đấu trong đội hình Cụm tập đoàn quân Trung tâm của quân đội Đức Quốc xã bị quân đội Liên Xô bắt sống gần Plzen (Tiệp Khắc). Năm 1946, Vlasov và các tướng X. N. Krasnov, Skuro, Suntal Ghirey trong các đội quân Nga chiến đấu cho Đức Quốc xã bị Tòa án Liên Xô kết án tử hình vì tội phản bội Tổ quốc.

### Chiến dịch bao vây Demyansk

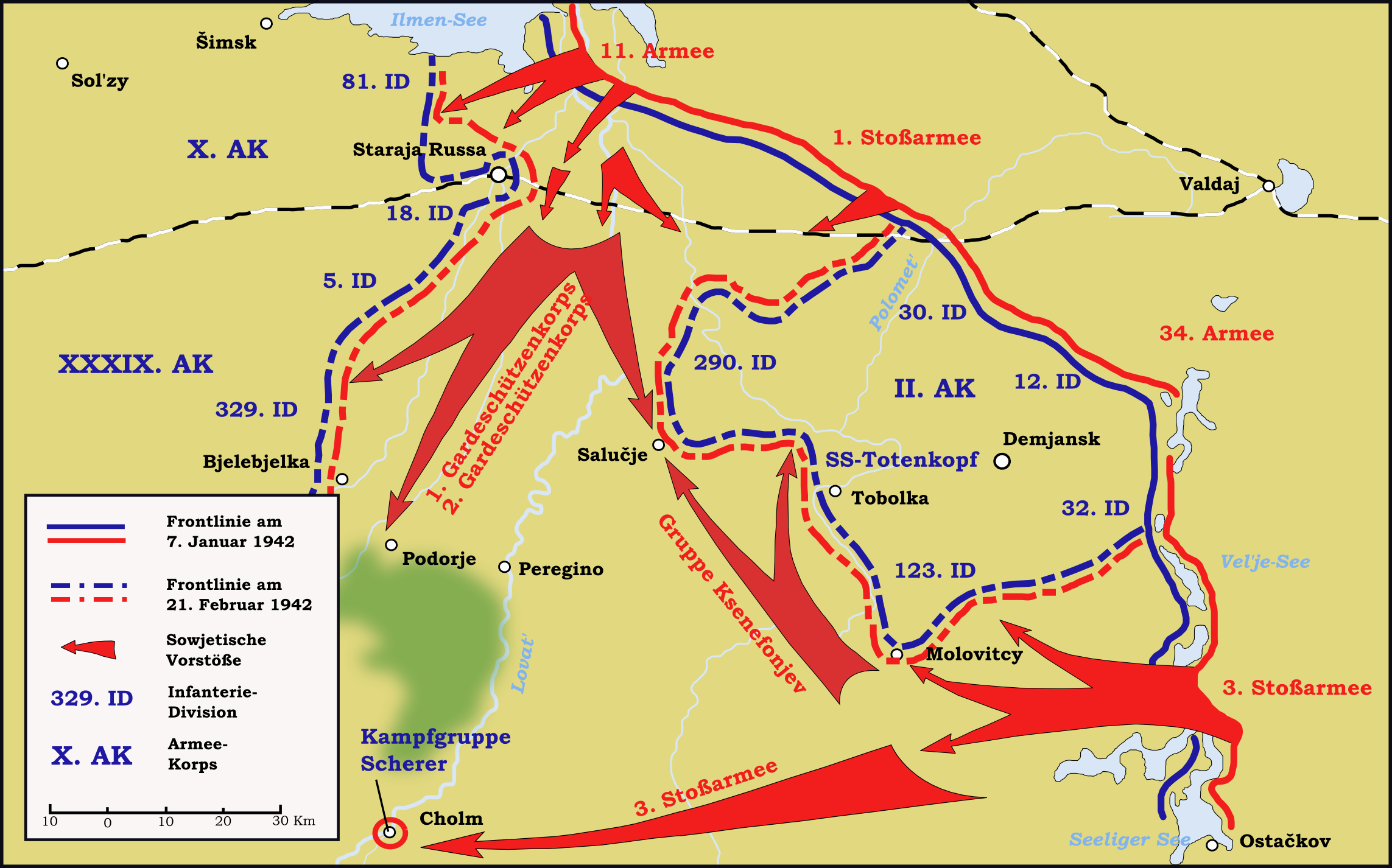
Bản đồ chiến dịch bao vây Demyansk (1942)

Nhằm phát huy kết quả khả quan của các chiến dịch phòng ngự-phản công của quân đội Liên Xô trên các hướng Moskva, Tikhvin và Rostov, Bộ chỉ huy Phương diện quân Tây Bắc do tướng P. A. Kurochkin làm tư lệnh được lệnh của STAVKA đã phục hồi và đệ trình STAVKA một kế hoạch tấn công nhằm bao vây và tiêu diệt Quân đoàn bộ binh 2 (Đức) do tướng Walter Graf von Brockdorff-Ahlefeldt chỉ huy và các đơn vị tăng cường của Tập đoàn quân 16 (Đức) đang tác chiến trong khu vực Demyansk. Mục tiêu tiếp theo của chiến dịch này là loại trừ nguy cơ quân Đức mở một đòn tấn công từ Demiansk qua vùng đồi Valday và dọc theo bờ Đông hồ Ilmen lên phía Bắc, bảo vệ phía sau Phương diện quân Volkhov lúc này đã hoàn thành chiến dịch phản công Tikhvin đánh bật quân Đức về bờ Tây sông Volkhov. Mục tiêu trực tiếp của chiến dịch là chiếm lại Staraya Russa, Demyansk, Toropets Kholm, chiếm lấy tuyến sông Polista, đẩy lùi quân Đức về phía Tây để loại trừ nguy cơ đe dọa đầu mối giao thông Valday lúc này đang đóng một vai trò rất quan trọng trong việc vận chuyển người, vũ khí và hàng hóa tiếp tế cho các phương diện quân Leningrad và Volkhov. Mặc dù kế hoạch tấn công này được vạch ra từ tháng 9 năm 1941 và được phê chuẩn bởi mệnh lệnh số 002.265 của Bộ Tổng tư lệnh tối cao nhưng do phải đối phó với các cuộc tấn công của quân Đức trong nửa đầu mùa đông 1941-1942 nên đến tháng 1 năm 1942, nó mới được thi hành.
Đồng thời với kế hoạch này, ngày 18 tháng 12 năm 1941, STAVKA còn ra mệnh lệnh số 005.868, yêu cầu Tập đoàn quân xung kích 4 trên cánh phải của Phương diện quân Kalinin phối hợp tấn công trên hướng Toropets Kholm để tạo lập một bàn đạp từ phía Bắc Smolensk, uy hiếp chủ lực Cụm tập đoàn quân Trung tâm (Đức) trên hướng này. Quân đội Liên Xô huy động vào chiến dịch này các tập đoàn quân 11, 34 và Xung kích 3 của Phương diện quân Tây Bắc. Binh lực tổng cộng gồm 14 sư đoàn và 8 lữ đoàn bộ binh, 5 lữ đoàn và 4 tiểu đoàn xe tăng. Ở giai đoạn sau của chiến dịch, Tập đoàn quân xung kích 4 của Phương diện quân Kalinin và Tập đoàn quân xung kích 1 lấy từ Phương diện quân Tây lên cũng bước vào tham chiến. Quân đội Đức Quốc xã trên mặt trận vào giai đoạn đầu chiến dịch có sư đoàn cơ giới SS "Totenkopf", các sư đoàn bộ binh 12, 30, 32, 123 và 290. Sau khi cụm quân này bị vây, Bộ tư lệnh Cụm tập đoàn quân Bắc (Đức) đã huy động đến tuyến sông Polist và khu vực Staraya Russa các sư đoàn bộ binh 5, 8, 81, 122 và Sư đoàn cơ giới 18 tăng cường cho Quân đoàn bộ binh 10 do tướng Walther von Seydlitz-Kurtzbakh chỉ huy để phá vây, nối liên lạc với cánh quân bị vây. Chiến dịch diễn ra trong thời tiết mùa đông phương Bắc hết sức khắc nghiệt. Hồ Ilmen và các con sông bị đóng băng. Nhiệt độ ban ngày xuống thấp đến âm 44 độ, có đêm xuống đến âm 53 độ. Nhiều nơi, tuyết phủ dày đến 80 cm.
Ngày 7 tháng 1 năm 1942, Tập đoàn quân 11 (Liên Xô) mở đầu chiến dịch bằng cuộc tấn công trên hướng Staraya Russa. Mũi tấn công cánh phải từ cửa sông Pola phía Nam hồ Ilmen tấn công vào Sư đoàn bộ binh 290 (Đức) ở phía Bắc Staraya Russa và đánh chiếm cứ điểm Voronovo (Bolshoye voronovo) phía Tây sông Polist. Mũi tấn công cánh phải từ Vershika (???) đánh vào tuyến phòng thủ của Sư đoàn bộ binh 30 (Đức). Cuộc tấn công phát triển rất chậm chạp trong tuyết phủ và đồng lầy đóng băng. Đến ngày thứ sáu của chiến dịch, Tập đoàn quân 11 mới chiếm được các thị trấn Beglovo, Seknoroy (???) và nhà ga Beglovo, cắt đứt đường sắt từ Lychkovo đi Staraya Russa. Ba sư đoàn bộ binh trên cánh phải của Tập đoàn quân 11 ra sức đột phá nhưng vẫn không thể đột nhập vào Staraya Russa.

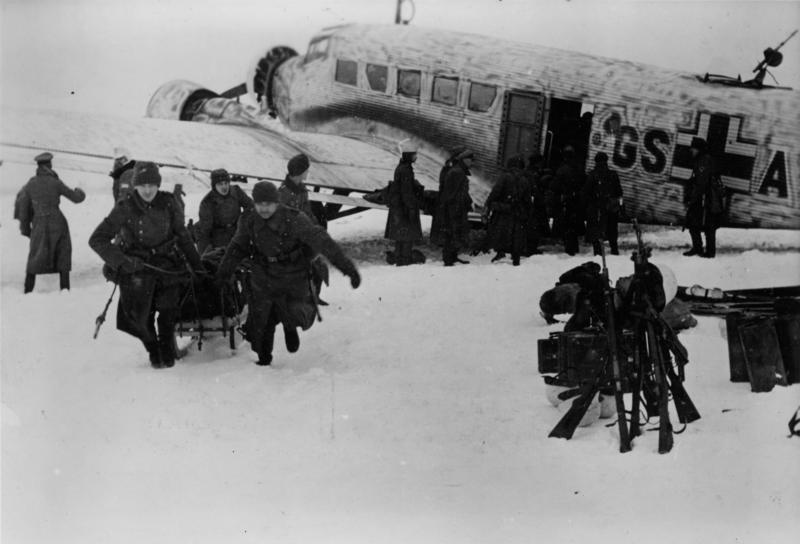
Máy bay vận tải Ju-52 tiếp tế cho quân Đức trong vòng vây ở Demyansk

Ở phía Nam, Tập đoàn quân xung kích 3 mở đầu bằng đòn tấn công vượt qua hồ Selige đóng băng. Bất ngờ trước đòn tấn công này, Sư đoàn bộ binh 123 và Trung đoàn bộ binh 20 của Sư đoàn bộ binh 12 (Đức) đã phải bỏ các thị trấn Moshenka, Terekhovshchina và Sysoyevo rút chạy lên phía Bắc. Trung đoàn bộ binh 415 thuộc Sư đoàn bộ binh 123 (Đức) bị Sư đoàn bộ binh 241 (Liên Xô) bao vây và tiêu diệt tại làng Monakovo. Đến ngày 15 tháng 1, Tập đoàn quân xung kích 3 đã tiến ra tuyến Maryovo - Lipye - Novaya Russa, bao vây ba mặt thị trấn Molvotitsy. Tập đoàn quân 34 tăng cường gây sức ép để giam chân Sư đoàn cơ giới SS "Totenkopf" và các sư đoàn bộ binh 12, 32 Đức trên tuyến Lychkovo - Kipino - Sukhaya Niva - hồ Velye. Phối hợp với cánh trái của Phương diện quân Tây Bắc, Tập đoàn quân xung kích 4 trên cánh phải của Phương diện quân Kalinin cũng bắt đầu phát động tấn công cùng ngày 6 tháng 1 năm 1942 trên hướng Toropets Kholm.
Không hài lòng với sự phát triển tấn công chậm chạp của Tập đoàn quân 11 trên cánh phải, ngày 19 tháng 1, STAVKA ra mệnh lệnh số 170.034 đặt Tập đoàn quân xung kích 3 dưới quyền chỉ huy của Phương diện quân Kalinin. Tướng I. S. Konyev yêu cầu Tập đoàn quân xung kích 3 phải tăng tốc độ tấn công lên phía Bắc. Ngày 20 tháng 1 năm 1941, STAVKA quyết định rút Tập đoàn quân xung kích 1 từ Phương diện quân Tây lên tăng cường cho cánh phải của Phương diện quân Tây Bắc. Ngày 10 tháng 2, Tập đoàn quân xung kích một trong đội hình có các quân đoàn bộ binh cận vệ 1 và 2 đã có mặt tại khu vực Parfino và ngay lập tức triển khai tấn công. Những lực lượng mới của quân đội Liên Xô có mặt trên cánh bắc của Chiến dịch đã lập tức phát huy tác dụng. Tập đoàn quân xung kích 1 (Liên Xô) đã quét sạch quân Đức khỏi khu vực phía Đông Staraya Russa và tiến mạnh xuống phía Nam dọc theo sông Lovat. Ngày 20 tháng 2, Lữ đoàn bộ binh 42 của Tập đoàn quân xung kích 3 đã gặp các đơn vị phát di trước của Quân đoàn bộ binh cận vệ 1 tại thị trấn Zaluchye, khép vòng vây quanh Quân đoàn bộ binh 2 (Đức). Ngày 26 tháng 2, Quân đoàn bộ binh cận vệ 2 và Tập đoàn quân xung kích 1 đã triển khai tuyến phòng thủ mới dọc sông Polits, cách tuyến bao vây phía trong từ 25 đến 45 km.

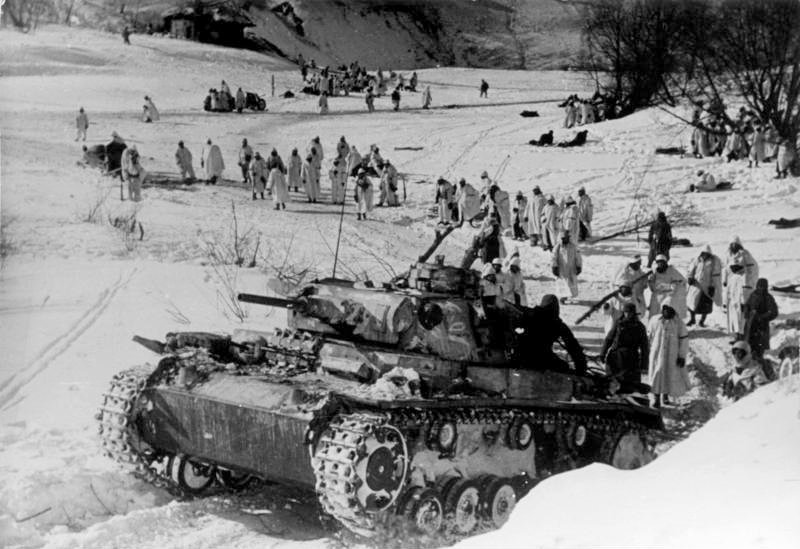
Xe tăng Đức yểm hộ cho bộ binh trong các trận đánh phá vòng vây của quân đội Liên Xô tại khu vực Ramushevo, gần Demyansk, tháng 3 năm 1942

Trước nguy cơ bị mất khoảng 95.000 quân trong vòng vây ở khu vực Demyansk, Bộ tư lệnh Cụm tập đoàn quân Bắc (Đức) gấp rút thành lập hai cụm tác chiến. Cụm "Seydlitz" do tướng Walther von Seydlitz-Kurtzbakh chỉ huy gồm các sư đoàn bộ binh 5, 8, 122, 329 và Sư đoàn cơ giới 18 tập trung tại khu vực Staraya Russa. Cụm "Meindl" gồm cánh trái của Quân đoàn bộ binh 39 đóng đối diện với căn cứ đầu cầu của Quân đoàn bộ binh cận vệ 2 (Liên Xô) phía Tây sông Kholynaya. Không quân Đức Quốc xã đã lập cầu hàng không gồm các máy bay vận tải Ju-52 và He-111 kéo theo các tàu lượn vận tải DFS-230 và Go-242 để tiếp tế cho Quân đoàn bộ binh 2. Quân Đức sử dụng sân bay chính ở Demyansk có diện tích 800 x 50 m có thể chứa 20 đến 30 máy bay và sân bay phụ tại làng Pesky có thể chứa từ 3 đến 10 máy bay. Hàng ngày, có khoảng từ 100 đến 150 chuyến bay chở đến khoảng 250 tấn hàng tiếp tế, mỗi máy bay vận tải Ju-52 có thể chở được 22 quân tiếp viện hoặc sơ tán 22 người khỏi vòng vây. Trong ba tháng tồn tại của cầu hàng không này (19-2 đến 18-5-1942), không quân Đức Quốc xã đã thực hiện 24.303 chuyến bay, vận chuyển 15.446 tấn hàng (trung bình 273 tấn/ngày) và vận chuyển 22.903 người bị thương. Tổng số máy bay vận tải bị không quân và cao xạ Liên Xô bắn rơi là 265 chiếc.
Ngày 25 tháng 2, STAVKA ra chỉ lệnh số 170.123 yêu cầu Phương diện quân Tây Bắc phải thanh toán số quân Đức bị vây tại khu vực Demyansk trong vòng không quá 4 đến 5 ngày. Tuy nhiên, lực lượng quân đội Liên Xô được huy động gồm Tập đoàn quân 34 của tướng M. A. Purkayev gồm các sư đoàn bộ binh 23, 130, các lữ đoàn bộ binh 20, 27, 86 cùng Quân đoàn bộ binh cận vệ 1 được tăng cường Sư đoàn bộ binh 154 và Lữ đoàn bộ binh 42 từ Tập đoàn quân xung kích 3 là không đủ để thực hiện mục tiêu này. Các sư đoàn Đức bố trí phòng ngự vòng tròn gồm 5 sư đoàn bộ binh và 1 cụm tác chiến sư đoàn, lấy Sư đoàn cơ giới SS "Totenkopf" là lực lượng phòng ngự cơ động đã chặn đứng các đòn tấn công của quân đội Liên Xô. Ngày 20 tháng 3, Cụm tác chiến "Seydlit" (Đức) huy động 5 sư đoàn bộ binh, 1 sư đoàn cơ giới, 1 trung đoàn bộ binh sơn chiến mở cuộc tấn công vượt sông Lovat tại khu vực Ramushevo, đến ngày 1 tháng 4, cánh quân này đã tạo ra một hành lang sâu 12 km, rộng 8 km trên hướng Ramushevo. Từ trong vòng vây, Cụm tác chiến "Eicke" gồm Sư đoàn cơ giới SS "Totenkopf" và Sư đoàn bộ binh 290 do tướng SS Theodor Eicke chỉ huy từ Byankovo đánh ra. Ngày 7 tháng 4, hai cánh quân xe tăng Đức gặp nhau tại khu vực Kolyshkino (???), đánh thông hành lang trên bộ nối 6 sư đoàn Đức trong "cái túi" Demyansk với bên ngoài. Từ ngày 2 tháng 5, quân Đức tăng cường cho cụm quân của Quân đoàn 2 và Quân đoàn 10 đóng tại đây Sư đoàn SS Đan Mạch, các sư đoàn bộ binh 58, 81 và 126, bám giữ chỗ lồi Demyansk đến cuối tháng 2 năm 1943.

### Chiến dịch tấn công Sinyavino lần thứ ba

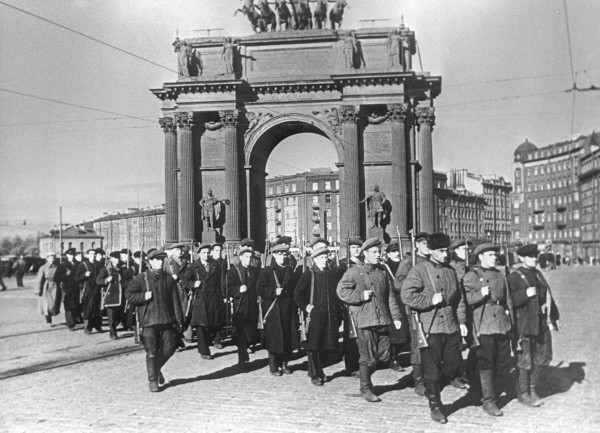
Lữ đoàn công nhân nhà máy "Kirov", Leningrad hành quân ra mặt trận

Sau hai lần thất bại trong các hoạt động nhằm xóa bỏ "cái cổ chai" Shlisselburg, STAVKA vẫn không từ bỏ chủ trương nối thông đường liên lạc trên bộ giữa Phương diện quân Volkhov với Phương diện quân Leningrad bằng cách đánh bật cánh phải của Tập đoàn quân 18 (Đức) ra khỏi khu vực Sinyavino. Mặc dù chỗ hẹp nhất của khu vực này nằm ở bờ Nam hồ Ladoga từ Gaitolovo đến đầu cầu Dubrovka chỉ dài 16 km nhưng đến cuối mùa thu năm 1942, quân đội Liên Xô vẫn không thể đột phá được qua hệ thống phòng thủ cứng rắn của Quân đoàn bộ binh 26 (Đức) qua 2 chiến dịch Sinyavino. Đầu mùa đông năm 1942, STAVKA coi nhiệm vụ tiếp tục tấn công trên hướng Sinyavino là mục tiêu hàng đầu của cả Phương diện quân Liên Xô trên hướng này.
Tháng 7 năm 1942, trong khi Bộ Tổng tham mưu Liên Xô và Bộ tham mưu các phương diện quân Volkhov và Leningrad đang hoàn chỉnh kế hoạch tấn công trên hướng Sinyavino lần thứ ba thì Bộ Tổng tư lệnh Đức Quốc xã cũng có một kế hoạch nhằm giải quyết dứt điểm mục tiêu Leningrad trước mùa đông năm 1942, sau này được biết đến với tên mã "Nordlicht" ("Bắc cực quang"). Cụm tập đoàn quân Bắc (Đức) được tăng cường một phần Tập đoàn quân 11 rút từ Krym lên được huy động để thực hiện kế hoạch này. Cả hai bên đều không biết đến các kế hoạch của nhau. Bộ Tổng tư lệnh Đức Quốc xã và Bộ tham mưu Cụm tập đoàn quân "Bắc" (Đức) không biết được việc quân đội Liên Xô chuẩn bị phản công ở Sinyavino. Bộ Tổng tham mưu và Bộ tham mưu các phương diện quân Liên Xô cũng không biết đến kế hoạch "Nordlicht" của quân Đức. Chiến thuật của quân đội Liên Xô đã có sự khác biệt đối với hai chiến dịch trước đó. Thay vì việc cho cả hai phương diện quân đều phát động tấn công cùng một thời điểm, STAVKA yêu cầu Phương diện quân Leningrad mở màn chiến dịch trên hướng sông Neva. Sau khi đã thu hút được phòng thủ tại thê đội 2 rất mạnh của quân Đức tại Mga và Siniavino kéo sang hướng này, Phương diện quân Volkhov sẽ từ phía Đông giáng đòn quyết định vào Sinyavino.
Phương diện quân Volkhov được giao nhiệm vụ chủ công của chiến dịch huy động vào chiến dịch này Tập đoàn quân 8 của thiếu tướng F. N. Starikov gồm 6 sư đoàn bộ binh, được tăng cường Lữ đoàn xe tăng 7 và Lữ đoàn cơ giới 73. Tập đoàn quân xung kích 2 vừa được phục hồi sau thất bại nặng nề trên hướng Lyuban do thiếu tướng N. K. Krykov chỉ huy gồm các quân đoàn bộ binh cận vệ 4, 6, các sư đoàn bộ binh 191, 374, các lữ đoàn xe tăng 16, 122 và 5 tiểu đoàn xe tăng độc lập đóng vai trò thê đội 2 của chiến dịch trên Gaitolovo - Sinyavino. Phương diện quân Leningrad được giao nhiệm vụ hộ công của chiến dịch huy động cánh trái của Tập đoàn quân 55 gồm các sư đoàn bộ binh 43, 85, 136 và 268 được tăng cường tiểu đoàn xe tăng độc lập 86; dự kiến sẽ tấn công từ đầu cầu Ivanovo dọc theo đường sắt đi Mga. Cụm tác chiến đặc nhiệm Neva sử dụng các sư đoàn bộ binh 46, 70, 86 và Lữ đoàn bộ binh 11 tấn công từ đầu cầu Dubrovka sang Sinyavino.
Lực lượng Đức Quốc xã phòng thủ tại hai bên tuyến đường sắt Mga - Sinyavino - Trại công nhân số 5 là Quân đoàn bộ binh 26 và một phần Quân đoàn bộ binh 54 gồm 7 sư đoàn bộ binh và 1 sư đoàn xe tăng. Hướng Tây đối diện với Leningrad qua sông Neva có các sư đoàn bộ binh 5, 28 và Sư đoàn cảnh sát SS dã chiến. Hướng Tây đối diện với cánh phải của Phương diện quân Volkhov có các sư đoàn bộ binh 96, 223 và 227. Sư đoàn xe tăng 12 và Sư đoàn bộ binh 170 giữ Mga, Sinyavino và tuyến đường sắt nối hai mục tiêu này. Từ ngày 10 tháng 9, lực lượng Đức trong khu vực chiến dịch được tăng cường các sư đoàn bộ binh 24, 121, 132 và Sư đoàn bộ binh sơn chiến 3 thuộc Quân đoàn bộ binh 30 của Tập đoàn quân 11 (Đức) rút từ Krym lên sau khi hoàn thành chiến dịch "Săn đại bàng" và đánh chiếm Sevastopol. Trên phòng tuyến, quân Đức đã thiết lập các cụm phòng thủ cấp trung đoàn. Tại hướng sông Neva có các cứ điểm Shlisselburg, Marino, các thị trấn số 1, số 2, Arbozovo, Annensk và Ivanovo. Hướng đối diện với Phương diện quân Volkhov có các cứ điểm Lipka, Trại công nhân số 4, các thị trấn Tortolovo, Mishkino, Voronovo và Lodva. Ở tung thâm có ba trung tâm phòng ngự mạnh gồm Trại công nhân số 5, Siniavino và Mga.
Ngày 19 tháng 8, Phương diện quân Leningrad phát động tấn công. Cũng vẫn như lần trước, hỏa lực pháo binh của quân đội Liên Xô không đủ chế áp các hỏa điểm pháo binh và súng máy tại các cứ điểm phòng thủ của quân Đức. Tại dải tấn công của Tập đoàn quân 55, cuộc tấn công ban đầu diễn ra khá thuận lợi. Sư đoàn bộ binh 268 có tiểu đoàn xe tăng độc lập 86 mở đường đã nhanh chóng đánh chiếm thị trấn Ivanovo và đột kích lên hướng Mga. Ngày 23 tháng 8, Sư đoàn bộ binh 136 cũng vượt qua cầu Ivanovo và cả hai sư đoàn đã tiến đến nhà ga Pella, đánh chiếm thị trấn Otradnoye, cách cầu Ivanovo 7 km về phía Đông. Quân Đức lập tức phản ứng, một trung đoàn của Sư đoàn xe tăng 12 được đưa từ Mga ra hợp lực với Sư đoàn cảnh sát SS dã chiến đã chặn đứng cuộc tấn công của các sư đoàn bộ binh 136 và 268 (Liên Xô) tại khu vực Pella. Ngày 26 tháng 8, quân Đức đánh bật các sư đoàn bộ binh Liên Xô về đầu cầu Ivanovo. Trước nguy cơ bị quân Đức vượt sông Tosna đánh bọc sườn, tướng V. P. Sviridov, tư lệnh tập đoàn quân 55 buộc phải tung các sư đoàn bộ binh 43 và 58 dự kiến sử dụng để tăng sức ép tấn công ra bịt cửa mở trên ngã ba sông Tosna - Neva tại Ivanovo nhưng không thể chiếm lại được đầu cầu Ivanovo.
Ngày 23 tháng 8, Cụm tác chiến đặc nhiệm Neva (Liên Xô) cũng bắt đầu tấn công từ căn cứ đầu cầu Dubrovka. Cuộc tiến công của các sư đoàn bộ binh 46 và 86 tại đây diễn ra rất chậm chạp. Đến ngày thứ ba của chiến dịch, Sư đoàn bộ binh 86 bị 2 trung đoàn xe tăng của Sư đoàn xe tăng 12 và Sư đoàn bộ binh 28 tập kích vào bên sườn và đánh bật về vị trí xuất phát. Sư đoàn bộ binh 46 bị mắc kẹt trong dải đầm lầy giữa Dubrovka và thị trấn số 1, không thể nhích lên dù chỉ vài trăm m.

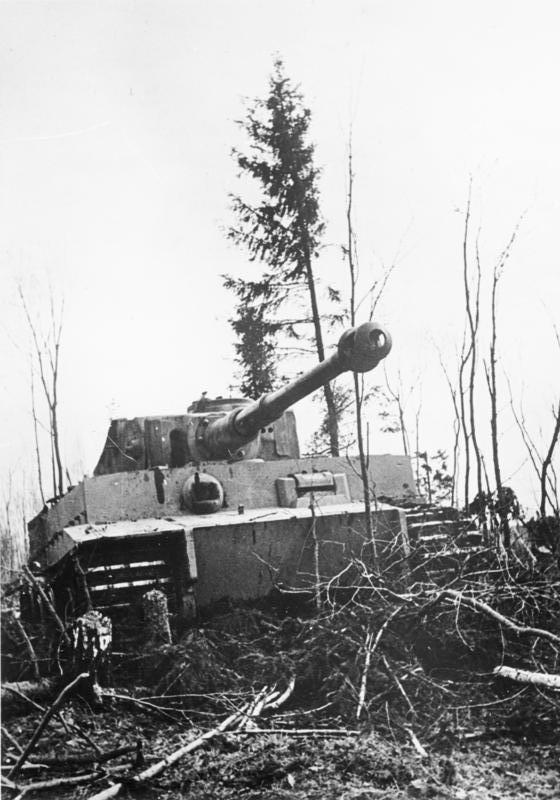
Xe tăng Tiger-I của quân đội Đức Quốc xã được sử dụng tại chiến dịch Sinyavino

Tướng K. A. Mereskov chờ đến ngày 27 tháng 8 mới phát động tấn công, khi ông cho rằng chủ lực của Quân đoàn 26 (Đức) đã bị hút sang hướng Leningrad. Sau loạt pháo bắn chuẩn bị kéo dài 2 giờ 10 phút, Tập đoàn quân 8 bắt đầu tràn lên phía trước. Trưa ngày 27 tháng 8, hai cửa đột phá rộng từ 1 đến 2 km đã được mở ra ở Mishkino và Trại công nhân số 8. Các mũi tấn công của các sư đoàn bộ binh 11, 128, 265 và 286 đã giam chân các sư đoàn bộ binh 223 và 227 (Đức) tại các khu vực này. Tuy nhiên, đó là tất cả những gì mà cánh phải và cánh trái của Tập đoàn quân 8 (Liên Xô) đạt được sau ba ngày tấn công. Trên hướng Gaitolovo, Quân đoàn bộ binh cận vệ 4 đã mở được một cửa đột phá lớn rộng 8 km từ Gontovaya Lipka đến Tortolovo sau hai ngày tấn công. Ngày 29 tháng 8, Tập đoàn quân xung kích 2 được tung vào cửa mở và ngay trong hai ngày đầu tiên đã tiến lên hơn 8 km, áp sát thị trấn Sinyavino. Ngày 5 tháng 9, Sư đoàn bộ binh cận vệ 24 thậm chí đã vượt sông Moyka và chiếm được một đầu cầu nhỏ cách Đông Bắc Mga 3 km. Các sư đoàn bộ binh 191 và 274 cũng tiến ra sông Moyka nhưng không thể với tới cây cầu bắc qua con sông này, một trong các mục tiêu để cô lập Sinyavino với Mga.
Ngày 3 tháng 9, Cụm tác chiến đặc nhiệm Neva (Liên Xô) lại chuyển sang tấn công. Hai cánh quân Liên Xô chỉ còn cách nhau gần 6 km tính từ đầu cầu Dubrovka đến cây cầu đường sắt bắc qua sông Moyka nhưng đó là khoảng cách mà họ không thể vượt nổi, cho dù cả hai cánh quân dã nghe thấy tiếng đại bác vọng đến từ hai phía đối diện. Tướng K. A. Mereskov không hề biết rằng từ ngày 27 đến ngày 30 tháng 8, Quân đoàn 26 (Đức) đã di chuyển Sư đoàn bộ binh 170 lên phía Bắc Mga, kéo sư đoàn bộ binh 28 về phối hợp với Sư đoàn sơn chiến 5 giữ Sinyavino cùng Trung đoàn xe tăng 60 của Sư đoàn xe tăng 12 chặn được cuộc tấn công của Quân đoàn bộ binh cận vệ 6 (Liên Xô) tại sát phía Đông Nam thị trấn Sinyavino. Ngày 4 tháng 9, khi đang trên tàu hỏa hành quân đến Mga cùng với các sư đoàn bộ binh 24, 121, 132 và Sư đoàn bộ binh sơn chiến 5 từ Krym di chuyển đến, thống chế Erich von Manstein nhận được điện thoại vô tuyến trực tiếp từ Hitler. Erich von Manstein viết:
| “                     | Vào buổi tối ngày 4 tháng 9, tôi nhận được điện thoại của Hitler. Ông nói rằng tôi cần ngay lập tức can thiệp vào tình hình trên mặt trận Volkhov để tránh một thảm họa. Tôi đã phải ngay lập tức nắm quyền chỉ huy tại khu vực này và áp dụng những biện pháp mạnh mẽ để khôi phục lại tình hình mặt trận. Thật vậy, trong ngày này, kẻ thù trong khu vực phía nam của hồ Ladoga đã tạo ra một sự thâm nhập sâu vào phòng tuyến của Tập đoàn quân 18... Và thế là thay vì các cuộc tấn công vào Leningrad theo kế hoạch, chúng tôi phải bước vào một cuộc chiến ở phía nam hồ Ladoga. | ” |
| — Erich von Manstein. | |   |

Ngày 10 tháng 9, Quân đoàn bộ binh 30 (Đức) đổ quân ở Mga và cán cân lực lượng trên mặt trận đã thay đổi. Nắm trong tay quyền chỉ huy hai quân đoàn bộ binh 26 và 30, thống chế Erich von Manstein lập tức triển khai lực lượng xung quanh chỗ lồi Sinyavino. Ở phía Nam, Sư đoàn bộ binh 132 và Sư đoàn sơn chiến 3 được bố trí ở Mikhaylovskiy. Sư đoàn bộ binh 24 và 1 trung đoàn của Sư đoàn xe tăng 12 được đưa đến phía Nam Tortolovo. Ở hướng Tây Nam, Sư đoàn bộ binh 170 được kéo về phía Bắc Mga. Sư đoàn bộ binh 28 được bố trí phía Tây Sinyavino. Sư đoàn bộ binh 5 cùng ở phía Đông Sinyavino. Sư đoàn bộ binh 121 và 2 trung đoàn xe tăng của Sư đoàn xe tăng 12 bố trí ở Trại công nhân số 7. Sư đoàn bộ binh 227 được giao nhiệm vụ xóa một chỗ lồi nhỏ do Sư đoàn bộ binh 128 (Liên Xô) chiếm giữ ở Trại công nhân số 8. Các sư đoàn bộ binh 96 và 223 được lệnh ghìm chặt các sư đoàn cánh trái của Tập đoàn quân 8 (Liên Xô) tại Voronovo. Lần đầu tiên trong Chiến tranh Xô-Đức, 4 xe tăng Tiger-I được đưa vào trận đánh như một cuộc thử nghiệm khả năng chiến đấu trên chiến trường. Thời điểm tấn công được thống chế Erich von Manstein ấn định nhằm ngày 21 tháng 9.

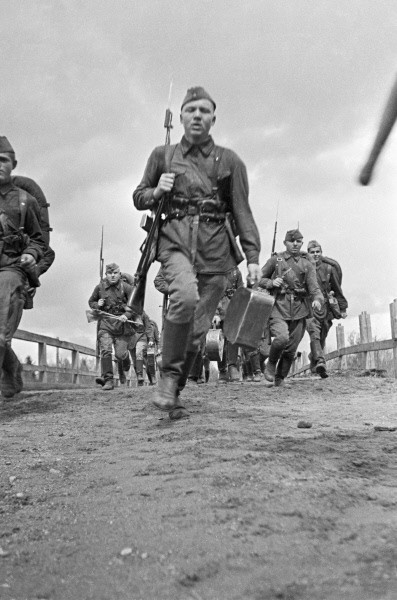
Tân binh Liên Xô tăng viện cho mặt trận Leningrad

Các cuộc tấn công của quân Đức ngày 21 tháng 9 diễn ra không suôn sẻ. Do tiếp cận chiến trường vội vã và lẻ tẻ nên cánh Nam phát động tiến công lúc 12 giờ nhưng cánh Bắc lại bị chậm đến 14 giờ. Tổn thất trong hai ngày đầu tiên của Sư đoàn bộ binh 132 (Đức) lên đến 30% quân số. Ngày 23 tháng 9, thống chế Erich von Manstein thực hiện một cuộc tấn công mới được khởi sự lúc 10 giờ sáng với sự yểm hộ của pháo binh với mật độ cao. Ngày 25 tháng 9, Sư đoàn bộ binh 132 và Sư đoàn sơn chiến 3 (Đức) đã chiếm một đầu cầu phía Đông sông Cherno, Sư đoàn bộ binh 24 và 1 trung đoàn của Sư đoàn xe tăng 12 đã chiếm Tortolovo và Mishkino, đánh bật Sư đoàn bộ binh 11 và Lữ đoàn cơ giới 73 (Liên Xô) về phía Đông Nam Gaitolovo.
Trên cánh Bắc, Sư đoàn bộ binh 121 và 2 trung đoàn của Sư đoàn xe tăng 12 (Đức) tấn công qua Gontovaya xuống phía Bắc Gaitolovo. Hành lang tiếp tế cho Tập đoàn quân xung kích 2 (Liên Xô) bị thu hẹp dần, mỗi bên chỉ còn không quá 2 km tính từ Gaitolovo. Trên các hướng Tây, Tây Bắc và Tây Nam, các sư đoàn bộ binh 28, 5 và 170 liên tục dồn ép các sư đoàn bộ binh Liên Xô đang dần dần kiệt sức. Quân đoàn không quân 8 (Đức) được đến từ mặt trận Stalingrad liên tục dội bom xuống đội hình của quân đội Liên Xô trong khu vực bị vây. Riêng trong ngày 26 tháng 9 đã có 17 máy bay ném bom và 45 máy bay cường kích hoạt động
Trước nguy cơ Tập đoàn quân xung kích 2 một lần nữa bị bao vây và tiêu diệt, ngày 27 tháng 9, Bộ Tư lệnh Phương diện quân Volkhov cấp tốc thực hiện mọi biện pháp để rút tập đoàn quân này khỏi vòng vây còn đang bị hở tại Gaitolovo. Các sư đoàn bộ binh 265, 372 và Lữ đoàn xe tăng 7 (Liên Xô) được đưa đến giữ cửa mở Gaitolovo. Đến ngày 30 tháng 9, phần lớn Tập đoàn quân xung kích 2 và các quân đoàn bộ binh cận vệ 4 và 6 đã ra khỏi vòng vây. Ngày 6 tháng 10, Quân đoàn bộ binh 30 (Đức) chiếm Gaitolovo. Ngày 10 tháng 10, Cụm tác chiến đặc nhiệm Neva (Liên Xô) cũng phải rút quân về bờ Tây sống Neva, bỏ lại căn cứ đầu cầu Dubrovka. Chiến dịch Sinyavino lần thứ ba của quân đội Liên Xô thất bại.
Thống chế Erich von Manstein tuyên bố đã tiêu diệt 1 sư đoàn và 6 lữ đoàn trong số 16 sư đoàn và 9 lữ đoàn bộ binh Liên Xô, đánh thiệt hại nặng 4 trong dố 5 lữ đoàn thiết giáp Liên Xô; quân Đức bắt 12.000 tù binh, phá hủy 300 pháo, 500 súng cối và 244 Liên Xô. Tuy nhiên, các quân đoàn bộ binh 26, 30 (Đức cũng bị thiệt hại đáng kể và từ ngày 11 tháng 10 đã phải chuyển sang tư thế phòng ngự. Trả lời câu hỏi của Adolf Hitler về việc Tập đoàn quân 11 còn có thể tiếp tục thực hiện kế hoạch "Bắc cực quang" được không, Thống chế Erich von Mastein đã nói rằng điều đó là không thể vì tất cả các sư đoàn Đức cũng bị tổn thất khá nặng, phương tiện thiếu và đạn dược không còn đủ.
Quân đội Liên Xô thất bại trong cuộc giải vây cho Leningrad nhưng một cách ngẫu nhiên, họ đã làm phá sản vĩnh viễn kế hoạch "Bắc cực quang" của quân đội Đức Quốc xã. Từ tháng 10 trở đi, vấn đề đánh chiếm Leningrad không bao giờ dược đặt ra tại Tổng hành dinh của Hitler nữa. Phòng thông tin Liên Xô tuyên bố Phương diện quân Volkhov đã tiêu diệt và bắt sống 60.000 quân Đức, phá hủy 200 xe tăng, 600 pháo và súng cối, bắn rơi 260 máy bay Đức. Theo nghiên cứu mới nhất của I. A. Isayev, quân đội Liên Xô mất 40.085 người chết, 73.589 người bị thương. Từ ngày 28 tháng 8 đến 30 tháng 9, Quân đội Đức Quốc xã tổn thất 25.936 người chết và bị thương.

### Chiến dịch Tia Lửa

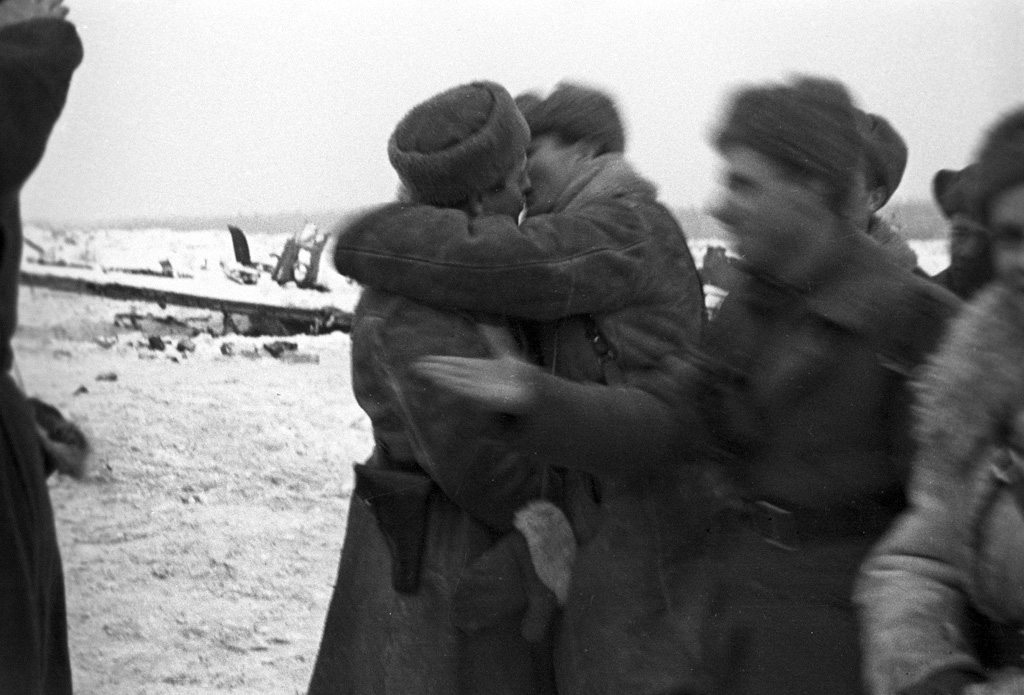
Các phương diện quân Leningrad và Volkhov gặp nhau tại khu vực Slishenburg ngày 18 tháng 1 năm 1943. Vòng phong tỏa của quân đội Đức Quốc xã ở phía Đông Leningrad bị phá vỡ

Ngày 28 tháng 12 năm 1942, phát hiện các tập đoàn quân 16 và 18 của Đức chuyển sang phòng thủ mùa đông, Bộ Tổng tư lệnh tối cao Liên Xô phê duyệt kế hoạch chiến dịch "Iskra" ("Tia lửa") nhằm giải vây cơ bản cho Leningrad, thủ tiêu sự uy hiếp của tập đoàn quân 16 (Đức) trên tuyến Chernaya Rechka, Shlissenburg, Livka, Sinyavino phía nam hồ Ladoga, khôi phục hoàn toàn và chắc chắn tuyến giao thông giữa Leningrad với nội địa Liên Xô. Về chiến thuật, quân đội Liên Xô vẫn sử dụng cánh trái của Phương diện quân Leningrad và cánh phải của Phương diện quân Volkhov. Tại cánh trái Phương diện quân Leningrad, tập đoàn quân 67 do tướng M. P. Dukhanov chỉ huy vượt sông Neva đánh vào tuyến phòng thủ của cánh trái tập đoàn quân 18 (Đức) trên tuyến Moskovskaia (???) - Dubrovka - Shlisselburg và hợp điểm với cánh phải của Phương diện quân Volkhov. Yểm hộ sườn phải cho tập đoàn quân 67 có tập đoàn quân 55 do tướng V. P. Sviridov chỉ huy. Chủ lực cánh phải của Phương diện quân Volkhov vẫn là tập đoàn quân xung kích 2 do tướng B. Z. Romanovssky chỉ huy, yểm hộ sườn trái cho tập đoàn quân này có tập đoàn quân 8 do tướng F. N. Starikov chỉ huy. Quân đội Đức phòng thủ tại mặt trận có các quân đoàn bộ binh 170 và 227, các sư đoàn bộ binh 21, 61, 96 và sư đoàn cơ giới SS "Polisha".

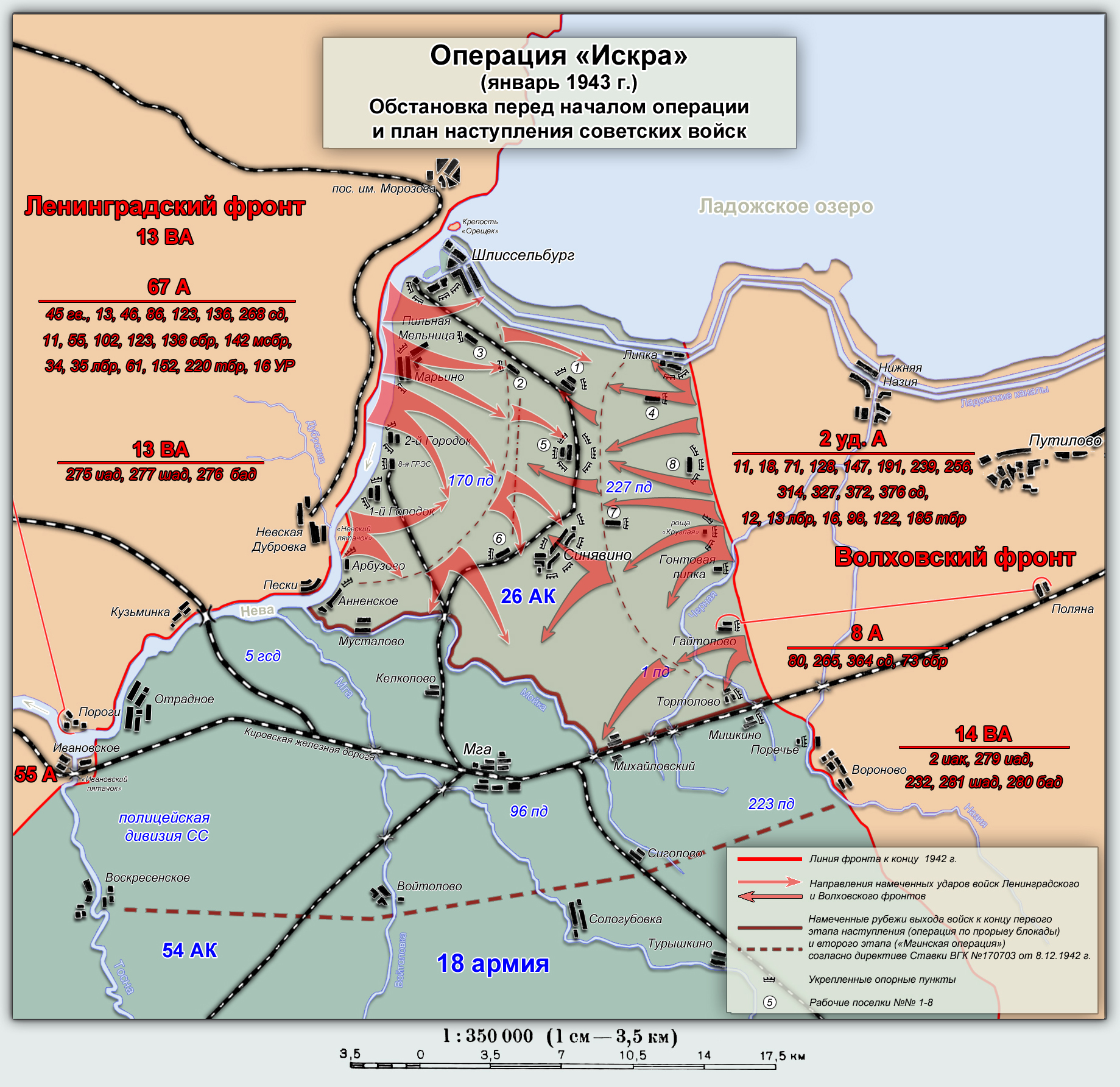
Chiến dịch Tia lửa (Iskra), tháng 1 năm 1943

Đêm 11 rạng ngày 12 tháng 1 năm 1943, sau cuộc tập kích đường không với hàng trăm máy bay ném bom thuộc không đoàn 14, hơn 4.500 khẩu pháo từ phía sau trận tuyến của quân đội Liên Xô pháo kích trong 2 giờ 20 phút dọn đường cho cuộc tấn công. Tham gia phối hợp còn có các chiến hạm và máy bay của Hạm đội Baltic. Ngày 18 tháng 1 năm 1943, tập đoàn quân 67 của Phương diện quân Leningrad và tập đoàn quân xung kích 2 đã gặp nhau tại các khu công nhân số 1 và số 5, phía Nam Shlisselburg, chọc thủng vòng phong tỏa của quân Đức. Hitler la lối, khiển trách tướng Georg Lindemann (tư lệnh tập đoàn quân 18) về thất bại này. Ông ta yêu cầu: "Tập đoàn quân 18 không được lùi một bước, phải giữ Leningrad trong vòng phong toả". Tuy nhiên, do đã điều động quá nhiều xe tăng, thiết giáp cho phía Nam mặt trận Xô- Đức, quân đội Đức Quốc xã không còn các binh đoàn cơ giới đủ mạnh để phản kích lấy lại khu vực "cổ chai" Shlisselburg. Mặc dù vẫn còn sử dụng được pháo binh từ cứ điểm Sinyavino để bắn phá thành phố nhưng về cơ bản, kế hoạch bóp chết Leningrad trong vòng phong tỏa của quân đội Đức Quốc xã đã hoàn toàn thất bại. Vòng phong tỏa Leningrad đã bị phá vỡ sau 871 (???) ngày đêm tồn tại.
Nhằm ngăn chặn quân đội Đức Quốc xã rút thêm các binh đoàn cơ giới còn lại để ném vào trận Kursk, từ ngày 21 tháng 7 đến ngày 22 tháng 8 năm 1943, các Phương diện quân Leningrad và Volkhov tiếp tục mở các trận đánh tại khu vực Sinyavino - Mga. Tham gia trận đánh có các tập đoàn quân 8, 67 và quân đoàn cơ giới 30. Chống lại cuộc tấn công này có quân đoàn bộ binh 24 (Đức) gồm 5 sư đoàn bộ binh 1, 11, 23, 132, 290 và sư đoàn cơ giới 5. Mặc dù không thực hiện được ý định hội quân tại Mga để hợp vây quân đoàn 24 tại khu phòng thủ kiên cố Sinyavino nhưng tập đoàn quân 8 và quân đoàn cơ giới 30 đã chiếm được hai bàn đạp quan trọng tại Anenskoie và Porecy, tạo điều kiện thuận lợi hơn cho cuộc tổng phản công của quân đội Liên Xô tại mặt trận Leningrad trong chiến dịch Narva.

### Chiến dịch Krasnoye Selo-Ropshinkaia

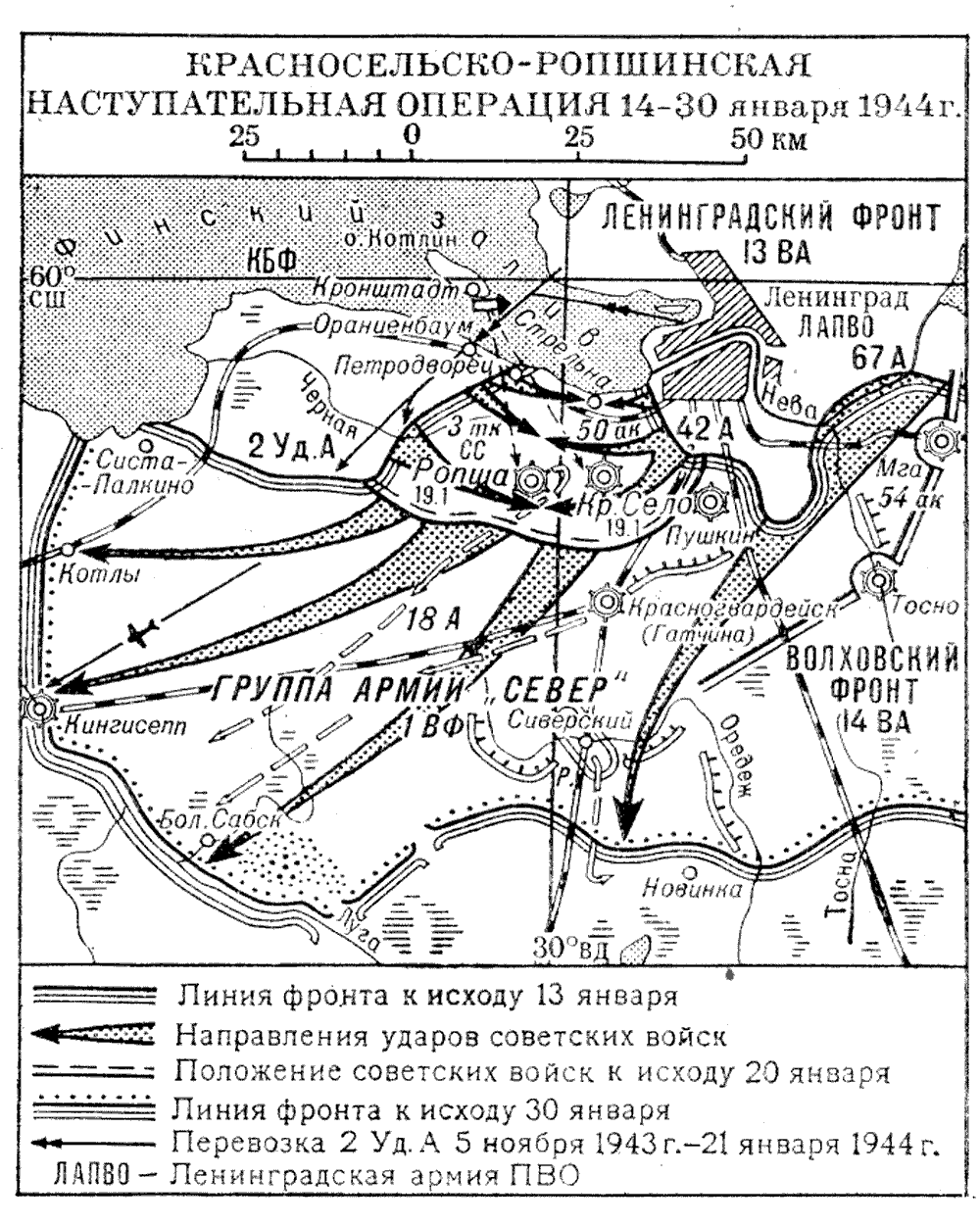
Chiến dịch Krasnoye Selo-Ropshinkaia giải tỏa hoàn toàn tỉnh Leningrad

Ngày 12 tháng 10 năm 1943, Bộ Tổng tư lệnh tối cao quân đội Liên Xô phê chuẩn kế hoạch chiến dịch Krasnoye Selo-Ropshinkaia nhằm đẩy lùi tập đoàn quân 18 ra khỏi tỉnh Leningrad, chiếm lĩnh một số bàn đạp để phát triển tấn công, chia cắt Cụm tập đoàn quân Bắc của quân đội Đức Quốc xã với Cụm tập đoàn quân Trung tâm và cô lập cụm quân này tại vùng Pribaltic. Nhận thấy không đủ lực lựợng để phòng ngự trên một trận tuyến dài hơn 200 km bao quanh Leningrad từ Phía Tây và phía Nam, Thống chế Wilhelm Ritter von Leeb đề nghị rút quân về giữ tuyến biên giới của các nước cộng hòa vùng Baltic và Belorussia để thu hẹp chính diện mặt và rút ngắn tuyến vận tải hậu cần đã quá dài. Tuy nhiên, ngày 9 tháng 1 năm 1943, Hitler cách chức ông ta và đưa viên tướng Walter Model kế nhiệm với mệnh lệnh cấm rút quân. Với 44 sư đoàn và 4 lữ đoàn, trấn giữ tuyến phòng thủ từ Leningrad đến Velikiye Luki có chiều sâu phòng ngự từ 250 đến 300 km được cấu trúc kiên cố, Führer cho rằng quân Đức có thể trụ lại được.
Để chuẩn bị cho chiến dịch, từ ngày 9 tháng 1 năm 1944, tập đoàn quân xung kích 2 (Liên Xô) đã sử dụng tàu chiến và tàu vận tải của Hạm đội Baltic đổ bộ lên "mỏm Oranielbaum", hình thành một bàn đạp tấn công ngay sau lưng quân đoàn bộ binh 50 và quân đoàn cơ giới 3 SS (Đức). Ngày 14 tháng 1 năm 1944, tập đoàn quân xung kích 2 và tập đoàn quân 42 (Liên Xô) tấn công hợp điểm vào Krasnoye Selo-Ropshinskaya, hợp vây và tiêu diệt quân đoàn bộ binh 50 (Đức). Quân đoàn cơ giới 3 SS (Đức) rút được một bộ phận ra khỏi "cái túi" Ropshinskaya nhưng phải bỏ lại hầu hết vũ khí nặng. Thất bại trên cánh trái tập đoàn quân 18 đã đặt quân đoàn bộ binh 54 và quân đoàn bộ binh 28 của tập đoàn quân này đang hoạt động tại khu vực Mga vào thế bị hở sườn. Ngày 16 tháng 1, tập đoàn quân 67 (Phương diện quân Leningrad) và tập đoàn quân 8 (Phương diện quân Volkhov) đã đánh bật các quân đoàn bộ binh 28 và 54 (Đức) khỏi khu vực Mga, Tosno. Ngày 22 tháng 1, tập đoàn quân 42 chiếm lại các thị trấn Puskin, Krasnovardeisk và phát triển tấn công đến Kingisepp và Bolshoi Sabsk (Sabsk) trên bờ Đông sông Luga. Sau hai ngày, tập đoàn quân xung kích 2 cũng chiếm được các thị trấn Sisto Palkino và Kotly trên bờ đông sông Narva. Ở cánh trái của mặt trận, ngày 24 tháng 1, tập đoàn quân 67 vượt sông Orodezh tiêu diệt cụm phòng thủ Siversky của quân Đức và tiến đến sát cửa ngõ Novinka. Ngày 26 tháng 1, Phương diện quân Volkhov cũng chiếm được thành phố cổ Novgorod, khép chặt sườn phải của họ với sườn trái của Phương diện quân Leningrad. Ngày 27 tháng 1, Moskva bắn pháo hoa chào mừng thành phố Leningrad đã được giải thoát hoàn toàn khỏi vòng phong toả. Vì thất bại này, ngày 31 tháng 3 năm 1944, Hitler lại cách chức tướng Georg Lindemann và cử tướng Johannes Frießner kế nhiệm chức vụ tư lệnh Cụm tập đoàn quân Bắc.

## Kết quả của trận đánh

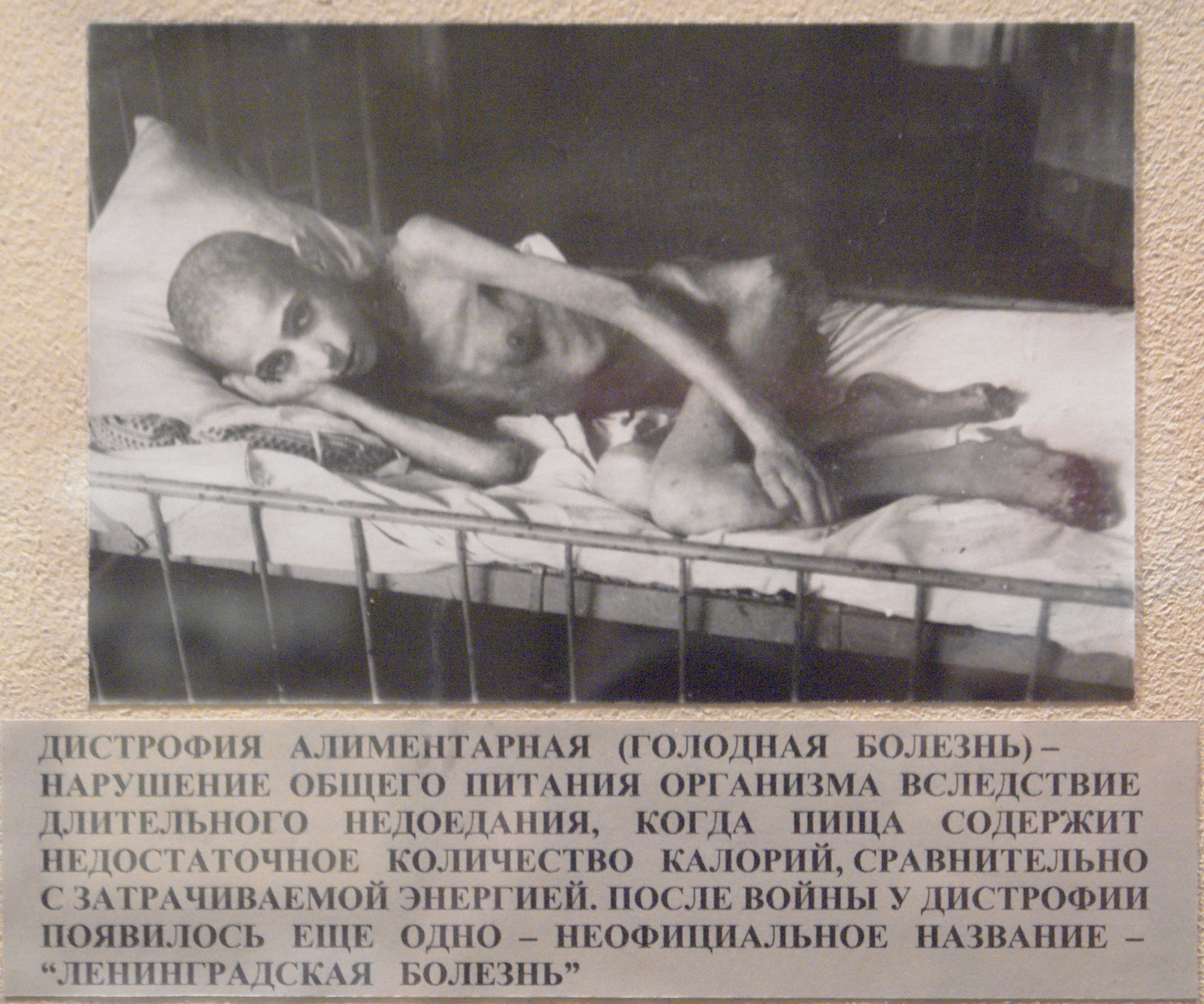
Người dân Leningrad suy kiệt trong vòng phong tỏa (ảnh trưng bày tại nhà tưởng niệm trong nghĩa trang Piskarevskoye

### Thiệt hại về nhân mạng
Cuộc bao vây phong tỏa Leningrad đã đưa lại thiệt hại lớn về quân sự cho cả hai bên. Phía Liên Xô có 332.059 quân nhân tử trận, 24.324 người bị quân Đức bắt làm tù binh, 111.142 quân nhân bị thương tật. Phía quân đội Đức Quốc xã cũng có hơn 500.000 người chết và bị thương. Mặc dù Liên Xô đã sơ tán khoảng 1.700.000 người nhưng vẫn còn hơn 1.400.000 dân bị kẹt lại tại Leningrad. Sau 871 ngày bị bao vây hoàn toàn, (nếu tính cả những ngày bị phong tỏa đến 27 tháng 1 năm 1944 là hơn 900 ngày), số dân thường bị thiệt mạng vì đói rét lên đến 632.253 người, trong đó có khoảng 234.000 người chết đói và chết rét ngay trong mùa đông đầu tiên của cuộc phong tỏa (1941-1942). Nếu tính cả số người chết vì bom đạn thì con số này lên trên 1 triệu người. Nhiều gia đình bị thiệt mạng từ 6 đến 7 người. Hầu hết các nạn nhân được chôn tại nghĩa trang Piskarevskoye.

### Thiệt hại vật chất

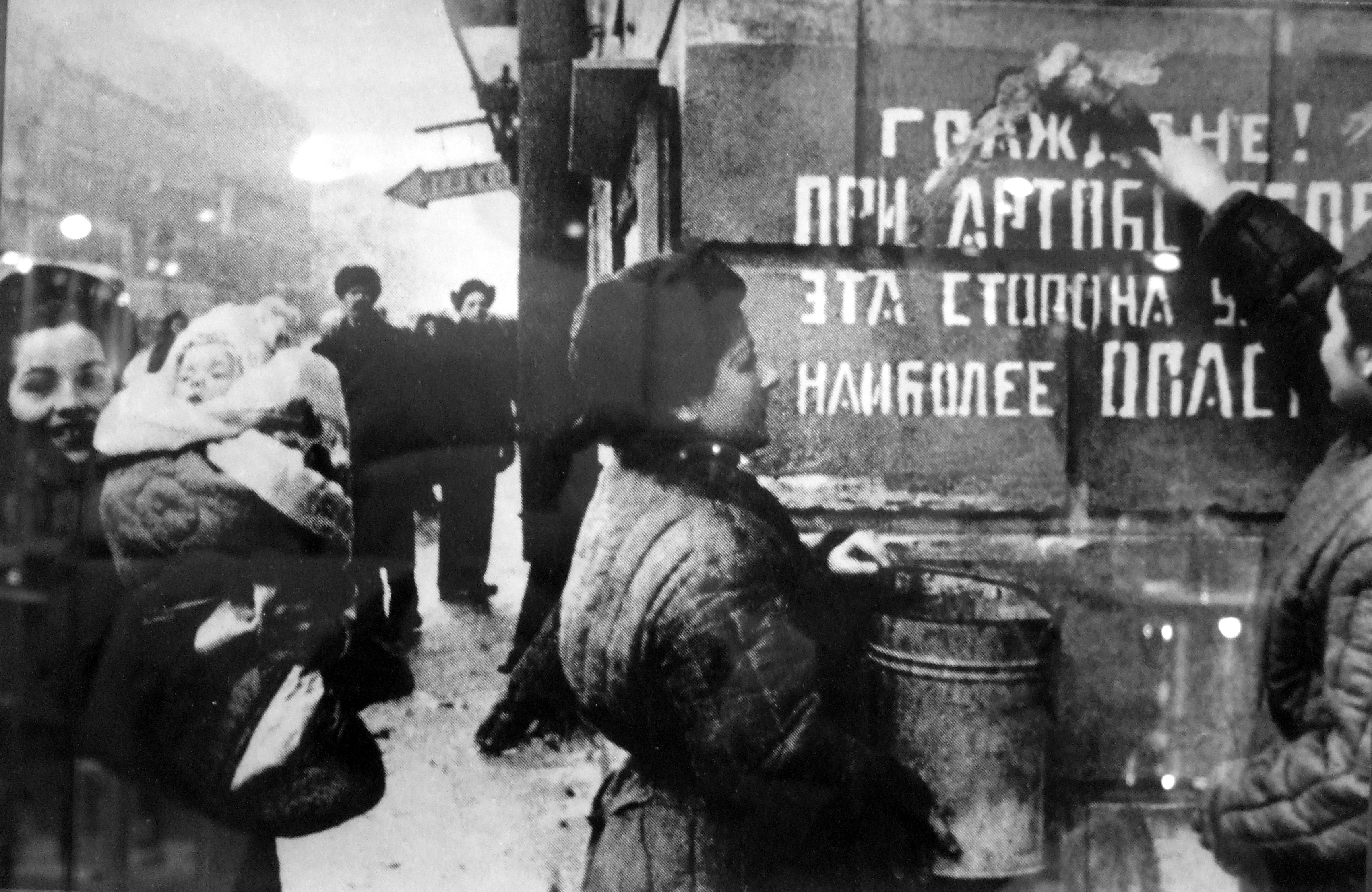
Từ ngày 27 tháng 1 năm 1944, người dân Leningrad bắt đầu xóa dòng chữ trên tường: "Các công dân! Đây là một tuyến đường phố rất nguy hiểm do pháo kích".

Ngoài máy bay, xe tăng, đại bác, tàu thủy và các chiến cụ của hai bên bị phá hủy trong các trận đánh, Leningrad còn bị thiệt hại đáng kể về vật chất. Các thống kê sau chiến tranh cho thấy có đến 16.747 công trình xây dựng đã bị phá hủy hoặc hư hại nặng nề. Trong số đó có khu trang trại của gia đình Pushkin, bảo tàng tu viện gia đình Pushkin, tu viện Sviatogorsky, trang viên Mikhailovskoie nằm trong vùng bị quân Đức chiếm đóng. Vì không chiếm được thành phố nên quân đội Đức Quốc xã đã phá hủy các công trình xây dựng một cách có hệ thống bằng máy bay ném bom và các khẩu siêu đại bác. Tất cả các mục tiêu đều được lập danh sách, được đánh số mục tiêu trên bản đồ và thực hiện ngắm bắn, ném bom theo tọa độ. Trong số đó có các mục tiêu quan trọng như: Viện bảo tàng Hermitage (có tầm cỡ sánh ngang với Bảo tàng Anh Quốc, Bảo tàng Louvrre, Bảo tàng mỹ thuật quốc gia Washington, Bảo tàng Germangalery Dresdel) được đánh số 9; số 192 là Cung Văn hóa thanh thiêu niên; số 708 là bệnh viện chăm sóc bà mẹ và trẻ sơ sinh, số 736 là Trường Đại học Leningrad (nay là Đại học Sankt Peterburg)...
Ngay từ những ngày đầu chiến tranh, người dân Leningrad đã kịp sơ tán các hiện vật quý khỏi thành phố nhưng Viện bảo tàng Hermitage vẫn bị thiệt hại nặng nề trong các trận ném bom. Trong số những hiện vật có giá trị cao được cứu ra khỏi bảo tàng có bức tranh Đức Mẹ của Leonar de Vinci, bức tranh Đức Mẹ của Rafael. Đến tháng 7 năm 1941, ngay trước khi vòng phong tỏa bị khép chặt, một chuyến xe lửa gồm 20 toa chở 1.422 thùng hàng trong đó chứa đựng hơn 700.000 hiện vật đã khởi hành từ Leningrad chạy thẳng đến Siberi. Những tác phẩm nghệ thuật quý giá nhất được chứa trong các toa bọc thép. Tuy nhiên, cũng vẫn còn nhiều tác phẩm chưa kịp sơ tán và vẫn "sống sót" qua gần 900 ngày bị phong tỏa.

## Cuộc phong tỏa Leningrad trong văn hóa nghệ thuật
Năm 1945, ngay sau khi chiến tranh kết thúc, cùng với Moskva, Stalingrad, Kiev, Odessa, Rostov on Don, Sevastopol, thành phố Leningrad được phong tặng danh hiệu thành phố anh hùng. Tính chất bi hùng của cuộc chống phong tỏa và phá vỡ vòng phong tỏa đã được các thế hệ người Xô Viết trước đây và người Nga hiện nay phản ánh trong nhiều tác phẩm văn học nghệ thuật. Những tác phẩm này thậm chí ra đời ngay khi thành phố vẫn đang bị bao vây và tàn phá nặng nề.

### Tác động về văn hóa và kiến trúc
Cuộc bao vây này đã để lại những ấn tượng khó phai trong lòng các cư dân của thành phố, ít nhất là một thế hệ sau cuộc chiến. Thành phố Leningrad luôn tự hào về văn hóa của thành phố, cho dù một thư viện hai trăm năm tuổi hoặc những cái chết vì băng giá. Những điều kiện sống trong thành phố bị bao vây và nạn đói luôn là nỗi ám ảnh qua nhiều thế hệ. Mặt khác, thành phố đã kháng cự lại cuộc bao vây trong gần 3 năm, vì thế sự tự hào của người dân thành phố là vô cùng hiển nhiên: "Troia và Roma có thể sụp đổ, nhưng Leningrad vĩnh viễn không bao giờ thất bại." Vào năm 2000, một tòa nhà nằm ở ngoại ô của Sankt-Peterburg được xây trước cuộc bao vây vẫn còn được giữ lại.
Cuộc bao vây thành phố được tưởng niệm vào cuối những năm 1950 bởi Green belt of Glory, một vòng bằng cây và đài tưởng niệm đã được xây dựng trên chiến tuyến lịch sử. Một bảng cảnh báo của thành phố thông báo cho người dân tránh các cuộc oanh kích của quân Đức vẫn còn được giữ lại. Các hướng dẫn viên du lịch thông báo cho du khách biết rằng không nên đi bộ trong vườn khi có sấm sét, vì các mảnh đạn còn sót trong các thân cây có thể thu hút sét dễ dàng.

### Tác động đối với nghệ thuật âm nhạc
Dmitry Dmitrievich Shostakovich đã viết bản giao hưởng số 7, một số được viết trong điều kiện bị bao vây. Theo Solomon Volkov, Shostakovich nói rằng "bản nhạc này không phải viết về cuộc bao vây Leningrad mà viết về sự phá hủy thành phố do Stalin gây ra và Hitler là người kết thúc nó"
Ca sĩ Mỹ Billy Joel đã viết một bài hát có tên gọi "Leningrad" như là một minh chứng cho cuộc bao vây này. Bài hát nói về một chàng trai trẻ người Nga, Viktor, người đã mất cha trong cuộc bao vây.

### Tác động đối với nghệ thuật văn chương

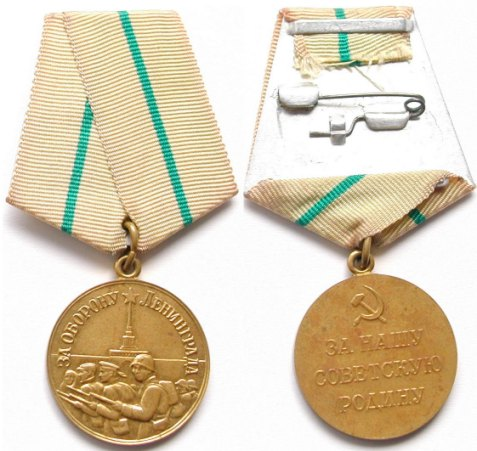
Huân chương Bảo vệ Leningrad của Liên Xô

Kỷ niệm chương Công dân 900 ngày của Leningrad

- Nhà văn Mỹ Elise Blackwell đã xuất bản cuốn sách "Hunger" vào năm 2003, nói về những sự kiện lịch sử trong suốt cuộc bao vây.
- Nhà văn Anh Helen Dummore viết một tác phẩm văn chương đạt giải thưởng cho tiểu thuyết. Cuốn sách kể về những sự kiện chính trong cuộc bao vây và cho thấy những ảnh hưởng của nó lên những người không trực tiếp tham gia cuộc chiến.
- Vào năm 1982, Daniil Granil và Ales Adamovich xuất bản cuốn "The Blockede Book", cuốn sách này tập hợp các lời kể và hồi ký của các nhân chứng trong cuộc chiến. Cuốn sách đã chịu sự kiểm duyệt gắt gao của nhà cầm quyền Xô Viết do sự miêu tả chân thực tâm trạng con người một điều ảnh hưởng đến "chủ nghĩa anh hùng" mà chính quyền Xô Viết đã xây dựng.
- Một tác giả người Israel gốc Ả Rập Emil Habibi đã đề cập đến cuộc bao vây trong truyện ngắn "The Love in my Heart". Nhân vật chính trong truyện của tác giả đã viếng thăm nghĩa địa của các nạn nhân trong cuộc chiến và bị kẹt lại trong một khung cảnh mà anh ta nhìn thấy trong tâm tưởng của nhân vật này.

### Tác động đối với nghệ thuật điện ảnh
- Đạo diễn phim, Andrei Arsenyevich Tarkovsky, đã thực hiện một bộ phim bao gồm nhiều cảnh quay trong bộ phim bán tự truyện của anh ta - The Mirror.
- Năm 1989, Sergio Leone đã dự định quay một bộ phim có tựa đề "900 ngày", tuy nhiên vị đạo diễn này mất 1 tuần trước khi phim được sản xuất vì bệnh tim.
- GIẢI CỨU LENINGRAD - SAVING LENINGRAD (2019): Dựa trên câu chuyện lịch sử có thật về con đường sự sống, bi kịch của "sà lan 752", diễn ra vào đêm 16 đến 17 tháng 9 năm 1941, tại hồ Ladoga. Trong quá trình sơ tán người dân từ Leningrad, sà lan đã bị máy bay chiến đấu của Đức Quốc xã ném bom và rơi xuống đáy...Bộ phim diễn ra tại mặt trận phía Đông trong Thế chiến II và tập trung vào sự khởi đầu của cuộc bao vây Leningrad.- Saving Leningrad đã được Universal Pictures International phát hành tại Liên bang Nga vào ngày 27/01/2019 , vào đêm kỷ niệm 75 năm của việc dỡ bỏ phong tỏa ở Saint Petersburg ( sau này là Leningrad ).

## Các diễn biến quốc tế trước, trong và sau cuộc phong tỏa

### Thái độ của quân đội Phần Lan
Vào tháng 8, quân Phần Lan chiếm lại được eo đất Karelia, đe dọa Leningrad từ phía Bắc và nhanh chóng phát triển sang phía Đông Karelia của hồ Ladoga, tiến tới đe dọa Leningrad từ phía Đông. Thực tế, quân đội Phần Lan đã dừng tấn công tại biên giới cũ năm 1939. Trung tâm chỉ huy quân đội Phần Lan đã từ chối yêu cầu của quân Đức tấn công bằng không quân vào Leningrad và không có thêm bất cứ một sự đe dọa nào xuống phía Nam sông Svir trong việc chiếm lấy khu vực phía đông Karelia. Đến ngày 7 tháng 9, quân Phần Lan tiến tới cách Leningrad 160 km về phía Đông Bắc. Ở phía Nam, quân Đức đã chiếm được Tikhvin vào ngày 8 tháng 11, nhưng những nỗ lực của quân Đức trong tiến xa hơn về phía Bắc để hội quân với quân đội Phần Lan tại sông Svir đều thất bại.
Đến ngày 4 tháng 9, Thống chế Đức Quốc xã Alfred Jodl cố gắng thuyết phục tướng Carl Gustaf Emil Mannerheim tiếp tục cuộc chiến, nhưng nỗ lực này đã bị tướng Mannerheim từ chối. Sau chiến tranh cựu tổng thống của Phần Lan, Risto Ryti, đã phát biểu: "Vào ngày 24 tháng 8 năm 1941, tôi đã đến trung tâm chỉ huy của Thống chế Mannerheim. Người Đức đã yêu cầu chúng tôi băng qua biên giới cũ và tiếp tục tiến đến bao vây Leningrad. Tôi nói rằng Leningrad không phải là mục tiêu của chúng tôi và chúng tôi sẽ không tham gia vào cuộc chiến này. Mannerheim và bộ trưởng quốc phòng Waden đồng ý với tôi và từ chối yêu cầu của người Đức. Kết quả của sự từ chối này là quân Đức không thể tiến đến Leningrad từ phía Bắc..."
Tuy nhiên, quân đội Xô Viết không biết việc từ chối tham chiến mà Ryti và Mannerheim đã thông báo cho Đức Quốc xã. Vì thế, trong bất kỳ trường hợp nào, sự đe dọa về một cuộc tấn công của Phần Lan luôn làm khả năng phòng thủ của quân Xô Viết tại Leningrad bị phân tán. Chẳng hạn như vào thời đầu của cuộc phong toả, tư lệnh Phương diện quân M. M. Popov đã không thể chuyển lực lượng dự bị chống lại quân Đức vì phải duy trì Tập đoàn quân 23 tại vùng đệm phòng thủ eo đất Karelia. Mannerheim đã ra lệnh cho quân đội Phần Lan dừng tấn công vào ngày 31 tháng 8 khi họ tiến tới vùng đất ngang bằng với biên giới năm 1939 ở vị trí bờ biển của vịnh Phần Lan và hồ Ladoga. Khi quân Phần Lan tiến tới vị trí này trong những ngày đầu tháng 9, tướng Popov nhận thấy rằng áp lực của quân Phần Lan đã giảm bớt nhanh chóng và đến ngày 5 tháng 9 thì 2 quân đoàn thuộc tập đoàn quân 23 được điều tới vùng giao chiến của quân Đức. Vào mùa hè năm 1942, một đơn vị hải quân của Phần Lan được thành lập và có nhiệm vụ tấn công vào các đơn vị tiếp viện hậu cần ở phía Nam hồ Ladoga với sự trợ giúp của quân Đức và Ý. Sau sự kiện này, quân đội Phần Lan gần như không tham gia vào cuộc chiến Leningrad. Đến cuối năm 1944, Phần Lan đơn phương tuyên bố chấm dứt chiến tranh với Liên Xô.

### Thái độ của các đồng minhchống phát xít
Dư luận các đồng minh của Liên Xô, đặc biệt là Anh và Mỹ đã tỏ ra lo lắng cho số phận của Leningrad khi nó bị bao vây cũng giống như khi Moskva bị quân đội Đức Quốc xã uy hiếp. Ngày 20 tháng 1 năm 1943, khi được tin phòng phong tỏa đã bị phá vỡ, báo chí Canada bình luận: "Bằng việc phá vỡ vòng phong toả, Hồng quân Xô viết lại ghi thêm một trang vinh quang mới cho lịch sử quân đội Nga. Những người bảo vệ Leningrad trải qua mọi khó khăn và thử thách đã đứng vững với ý chí sắt đá. Đó là nét đặc trưng cho toàn bộ cuộc phòng thủ của Nga ngay từ khi bắt đầu chiến tranh".
Ngày 28 tháng 1 năm 1944, khi cuộc phong tỏa gần 900 ngày của quân đội Đức tại Leningrad hoàn toàn bị thất bại, các báo chí Anh đã đăng những bài bình luận nhân sự kiên này trên trang nhất. Đây là một trong những đoạn bình luận đó: "Tất cả các dân tộc tự do và tất cả các dân tộc bị chế độ Hitler nô dịch đều hiểu rõ rằng việc tiêu diệt quân đội Đức ở vùng Leningrad có vai trò quan trọng như thế nào đối với việc làm suy yếu sức mạnh của nước Đức Quốc xã. Leningrad đã tỏ ra là một thành phố anh hùng trong cuộc chiến tranh hiện nay. Trận đánh ở Leningrad gây nhiều nỗi lo âu trong người Đức. Nó làm cho họ cảm thấy rằng họ chỉ là người chủ tạm thời ở Paris, Bruxel, Amsterdam, Warsava, Oslo".